# Comercio de pieles norteamericano

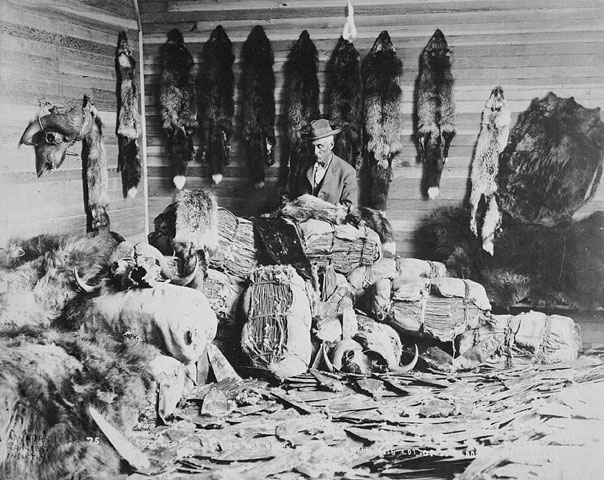
Un comerciante de pieles en Fort Chipewyan (Alberta, Canadá), seleccionando diversas pieles.

El comercio de pieles norteamericano fue la industria y las actividades relacionadas con la adquisición, el comercio, el intercambio y la venta de pieles de animales en América del Norte. Los amerindios de Canadá y los pueblos nativos de los Estados Unidos de diferentes regiones comerciaron entre ellos en la era precolombina, pero los europeos participaron en el comercio desde el momento de su llegada al Nuevo Mundo y extendieron su alcance a Europa. Los franceses comenzaron a comerciar en el siglo XVI, los ingleses establecieron puestos comerciales en la Bahía de Hudson, en la actual Canadá, en el siglo XVII, y los holandeses comerciaron por el mismo tiempo en Nueva Holanda. El comercio de pieles norteamericano en el siglo XIX, cuando la industria estaba en su apogeo de importancia económica, implicó el desarrollo y elaboración de redes de comercio.
El comercio de pieles se convirtió en una de las principales empresas económicas en América del Norte y atrajo la competencia entre franceses, británicos, holandeses, españoles y rusos. De hecho, en la joven historia de los Estados Unidos, sacar provecho de este comercio y eliminar el dominio absoluto británico sobre él, fue visto como un importante objetivo económico. Muchas sociedades indígenas de todo el continente llegaron a depender del comercio de pieles como su principal fuente de ingresos. Sin embargo, a mediados de la década de 1800, las modas cambiantes en Europa provocaron un colapso en los precios de la piel. La American Fur Company, una de las mayores empresas del país junto con algunas otras compañías fueron a la quiebra. Muchas comunidades nativas se vieron sumidas en la pobreza a largo plazo y, en consecuencia, perdieron gran parte de la influencia política que alguna vez tuvieron.

## Orígenes

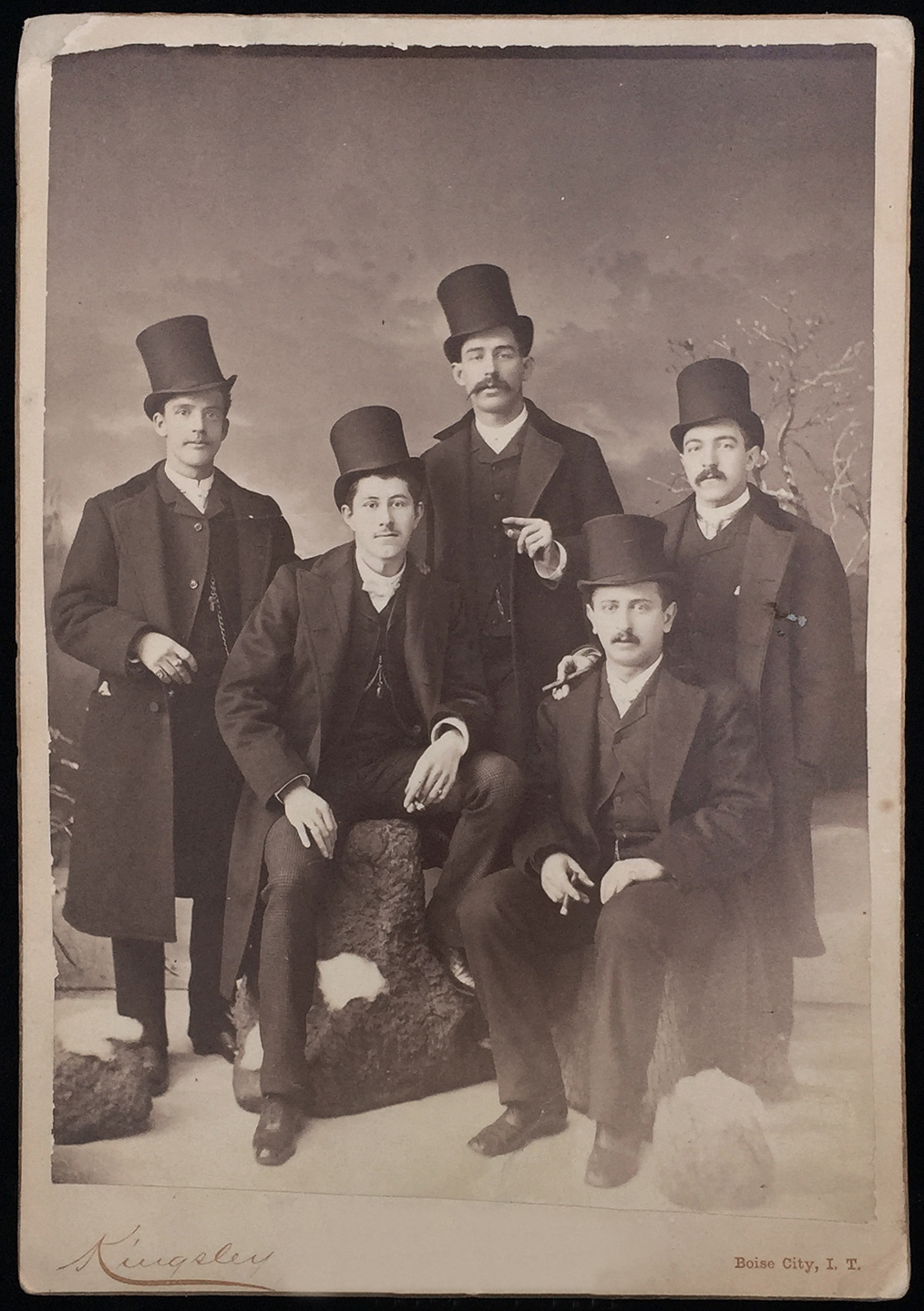
Año 1886 postal fotográfica de hombres con sombrero de castor.

El explorador francés Jacques Cartier en sus tres viajes al Golfo de San Lorenzo en las décadas de 1530 y 1540 realizó algunas de las primeras operaciones de comercio de pieles entre los pueblos europeos y de las Primeras Naciones asociadas con las exploraciones del siglo XVI y posteriores en América del Norte. Cartier intentó comerciar con pieles limitadas con las Primeras Naciones entre el Golfo de San Lorenzo y en el río San Lorenzo. Se concentró en el comercio de pieles usadas como adornos y en recortes. Pasó por alto el pelaje que se convertiría en la fuerza impulsora del comercio de pieles en el norte, la piel de castor, que se pondría de moda en Europa.
Las primeras operaciones europeas de pieles de castor datan de la creciente industria pesquera de bacalao que se extendió a los Grandes Bancos del Atlántico Norte en el siglo XVI. La nueva técnica de preservación del pescado en salazón permitió a los pescadores principalmente vascos pescar cerca de la costa de Terranova y transportar el pescado de vuelta a Europa para su venta. El pescador buscó puertos adecuados con suficiente madera para secar grandes cantidades de bacalao. Esto generó su primer contacto con los pueblos aborígenes locales, con quienes el pescador comenzó el comercio simple.
Los pescadores intercambiaban artículos de metal por pieles de castor hechas al natural y cosidas a mano. Usaron las túnicas de piel para mantenerse calientes en los largos y fríos viajes de regreso a través del Atlántico. En Francia fueron muy apreciados por los fabricantes de sombreros europeos en la segunda mitad del siglo XVI, ya que convirtieron las pieles en fieltro de pieles. El descubrimiento de las cualidades superiores de fieltro de la piel de castor, junto con la popularidad cada vez mayor de sombreros de fieltro de castor en la moda, transformó el comercio incidental de pescadores en el siglo XVI en un comercio creciente en los territorios franceses de Nueva Francia e ingleses de América británica posteriores en el próximos siglos.

## Nueva Francia en elsigloXVII

Mapa de Nueva Francia (Samuel de Champlain, 1612)

La transición de un comercio costero estacional a un comercio interior permanente de pieles se marcó formalmente con la fundación de Quebec en el río San Lorenzo en 1608 por Samuel de Champlain. Este asentamiento marcó el comienzo del movimiento hacia el oeste de los comerciantes franceses desde el primero permanente de Tadoussac, en la desembocadura del río Saguenay en el Golfo de San Lorenzo, por el río San Lorenzo y en el pays d'en Haut (o «país superior») alrededor de los Grandes Lagos. Lo que siguió en la primera mitad del siglo XVII fueron movimientos estratégicos de los grupos franceses e indígenas para promover sus propias ambiciones económicas y geopolíticas.
Samuel de Champlain dirigió la expansión mientras centralizaba los esfuerzos franceses. Como los pueblos originarios tenían el papel principal de proveedores en el comercio de pieles, Champlain rápidamente creó alianzas con los algonquinos, los montagnais -quienes estaban localizados en el territorio alrededor de Tadoussac, y los más importantes, los hurón al oeste. Este último, un pueblo de habla iroquesa, hizo de intermediario entre los franceses en el área de San Lorenzo y de las naciones en el pays d'en Haut. Champlain apoyó a los grupos del norte en su lucha militar preexistente con la Confederación Iroquesa al sur. Aseguró la ruta del río Ottawa a la bahía Georgiana, ampliando enormemente el comercio. También envió a jóvenes franceses a vivir y trabajar entre los nativos, especialmente Étienne Brûlé, para aprender la tierra, el idioma y las costumbres, así como para promover el comercio.
Champlain reformó el negocio del comercio, creando el primer trust informal en 1613 en respuesta a las crecientes pérdidas debidas a la competencia. El trust se formalizó más tarde con una carta real, que dio lugar a una serie de monopolios comerciales durante el mandato de Nueva Francia. El monopolio más notable fue la Compañía de la Nueva Francia, con concesiones ocasionales, como para los habitantes de las décadas de 1640 y 1650, lo que les permitió comerciar de forma limitada. Si bien los monopolios dominaban el comercio, sus licencias también requerían el pago de los rendimientos anuales al gobierno nacional, los gastos militares y las expectativas de que alentarían la colonización de la escasamente poblada Nueva Francia.

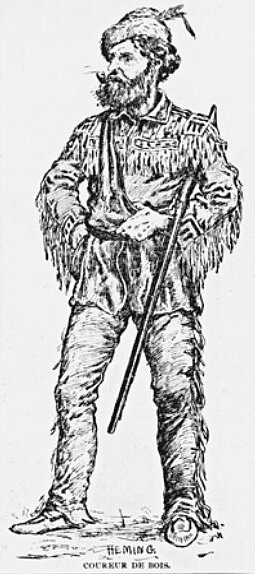
Coureur des bois, con vestimenta típica, grabado en madera de Arthut Heming.

La gran riqueza en el comercio de pieles creó problemas de cumplimiento para el monopolio. Los comerciantes independientes sin licencia, conocidos como coureurs des bois (o «corredores del bosque»), comenzaron a hacer negocios a fines del siglo XVII y principios del XVIII. Con el tiempo, muchos mestizos se sintieron atraídos por el comercio independiente; ellos eran los descendientes de tramperos franceses y mujeres nativas. El creciente uso de la moneda, así como la importancia de los contactos personales y la experiencia en el comercio de pieles, dieron una ventaja a los comerciantes independientes sobre los monopolios más burocráticos. Las colonias inglesas recientemente establecidas en el sur se unieron rápidamente al lucrativo comercio, asaltando el valle del río San Lorenzo y capturando y controlando Quebec desde 1629 hasta 1632.
Mientras traía riqueza a unos pocos comerciantes franceses selectos y al régimen francés, el comercio de pieles también trajo cambios profundos a los grupos indígenas que vivían a lo largo del San Lorenzo. Mercancías europeas, tales como hojas de hachas de hierro, calderas de latón, telas y armas de fuego fueron compradas con pieles de castor y otras pieles. La práctica generalizada de intercambiar pieles por el ron y el whisky provocó problemas asociados con la embriaguez y el abuso del alcohol. La posterior destrucción de poblaciones de castor a lo largo del San Lorenzo aumentó la feroz competencia entre los pueblos de los iroqueses y los hurones. para acceder a las ricas tierras de peletería del Escudo Canadiense. Se cree que la competencia por la caza contribuyó a la destrucción anterior de los iroqueses del valle en 1600, probablemente por la tribu mohawk, quienes estaban más cerca de ellos, eran más poderosos que los hurones, y tenían más que ganar al controlar esta parte del valle.

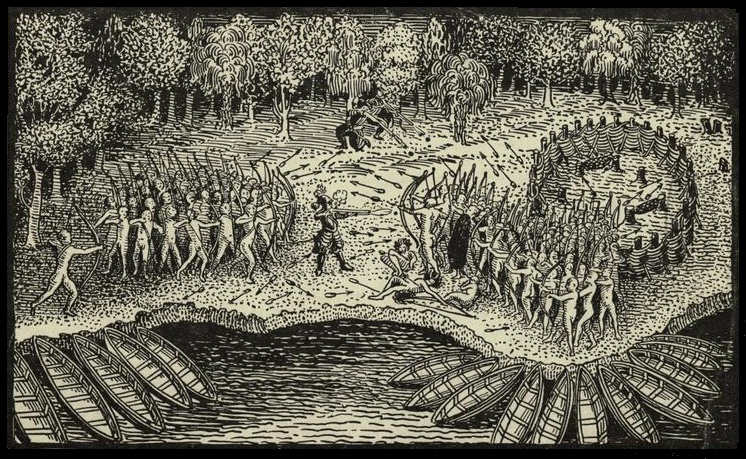
Grabado en base de un dibujo de Champlain de su viaje en 1609. Representa una batalla entre las tribus iroquesas y algonquinas cerca del lago Champlain.

El acceso iroqués a las armas de fuego a través de los comerciantes holandeses y luego ingleses a lo largo del río Hudson aumentó las bajas en la guerra. Este mayor derramamiento de sangre, previamente no visto en la guerra iroquesa, aumentó la práctica de las «Guerras de luto»: los iroqueses atacaban a los grupos vecinos para tomar cautivos, que fueron ritualmente adoptados para reemplazar a los iroqueses muertos; así se intensificó un ciclo de violencia y guerra. Más significativamente, las nuevas enfermedades infecciosas traídas por los franceses diezmaron a los grupos nativos y rompieron sus comunidades. Combinado con la guerra, la enfermedad condujo a la casi destrucción del pueblo hurón en 1650.

## Competencia anglo-francesa

Mapa de posesiones norteamericanas francesas y británicas a principios del. Nótese la expansión francesa en el lago Winnipeg y el control británico de la bahía de Hudson, ambas áreas eran principales productoras de pieles.

Durante las décadas de 1640 y 1650, las Guerras de los Castores iniciadas por los iroqueses (también conocido como Haudenosaunee) forzaron un cambio demográfico masivo a medida que sus vecinos occidentales huían de la violencia. Buscaron refugio al oeste y al norte del lago Míchigan. Las Cinco Naciones de los iroqueses, que tenían una actitud depredadora hacia sus vecinos incluso en el mejor de los casos, atacando constantemente a los pueblos vecinos en sus «guerras de luto» en busca de cautivos que se convertirían en iroqueses, estaban decididos a ser los únicos intermediarios entre los europeos y los otros indios que vivían en Occidente, y muy conscientemente se dispusieron a eliminar a los rivales como el pueblo hurón. En la década de 1620, los iroqueses se habían vuelto dependientes de los cambios con hierro, que obtenían mediante el intercambio de pieles con los holandeses en Fort Nassau (la moderna Albany, Nueva York). Entre 1624-1628, los iroqueses expulsaron a sus vecinos, los mohicanos, para permitirse ser el único pueblo en el valle del río Hudson capaz de comerciar con los holandeses. Para 1640, las Confederación Iroquesa había agotado el suministro de castores de Kanienkeh («la tierra del pedernal» -el nombre iroqués de su patria en lo que ahora es el norte de Nueva York), y además Kanienkeh carecía de castores con el grueso de piel que los europeos preferían y pagarían por el mejor precio, que se encontraban más al norte en lo que ahora es el norte de Canadá.
Las Cinco Naciones lanzaron las Guerras de los Castores para tomar el control del comercio de pieles al permitirse ser los únicos intermediarios que tratarían con los europeos. La tierra natal del pueblo hurón, Wendake, se encuentra en lo que ahora es el sur de Ontario, rodeado por tres lados por el lago Ontario, el lago Simcoe y la bahía Georgiana, y fue a través de Wendake, que los ojibwa se cree que vivían más al norte, intercambiaron con los franceses. En 1649, los iroqueses realizaron una serie de redadas en Wendake que tenían como objetivo destruir al pueblo hurón, con miles de personas tomadas para ser adoptadas por familias iroquesas, y el resto siendo asesinado. Sin embargo, debe notarse que la guerra contra la tribu hurón fue «tanto una guerra de luto» como una guerra de los castores»", por cuanto los iroqueses siguieron asaltaron obscenamente a Wendake durante diez años después de sus grandes incursiones de 1649 para llevar al pueblo hurón de regreso a la tierra iroquesa de Kanienkeh, a pesar de que no poseer mucho en el comercio de las pieles de castor. La población iroquesa había sido devastada por pérdidas debidas a enfermedades europeas como la viruela, a la que no tenían inmunidad, y es notable que cuando los iroqueses finalmente hicieron las paces con los franceses en 1667, uno de los términos fue que los franceses tuvieron que entregar a todos los del pueblo hurón que habían huido a Nueva Francia.
Los iroqueses ya habían tenido conflictos con los franceses en 1609, 1610 y 1615, pero las guerras de los Castores provocaron una larga lucha con los franceses que no tenían intención de permitir que las Cinco Naciones o Confederación Iroquesa se erigieran en los únicos intermediarios en el comercio de pieles. A los franceses no les fue bien al principio con los iroqueses ya que sufrieron como víctimas, los asentamientos franceses se atacaban con frecuencia, se interceptaban canoas que llevaban pelaje a Montreal y, a veces, los iroqueses bloqueaban el valle de San Lorenzo.

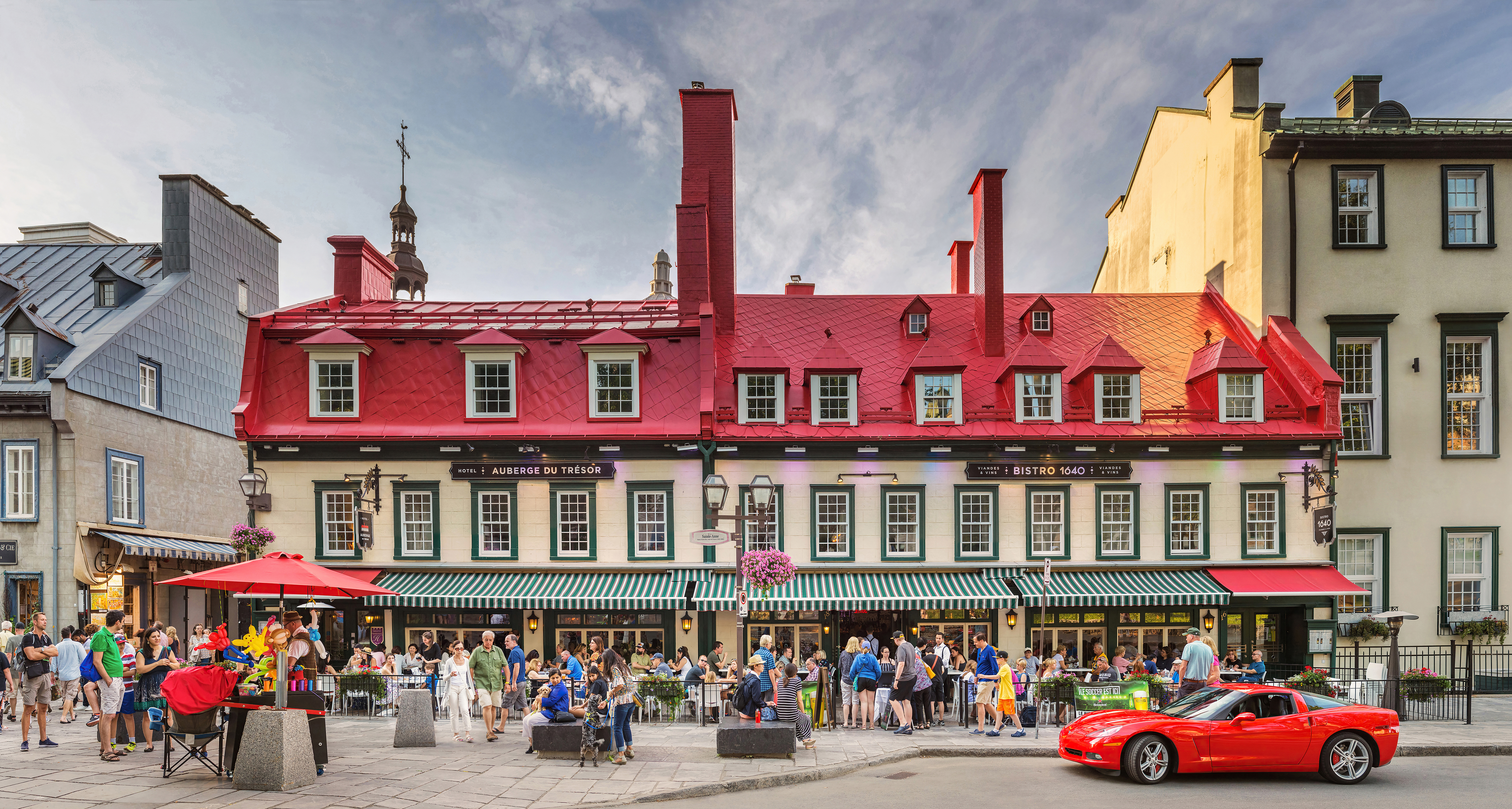
Compagnie des Cent-Associés o Auberge Du Tresor. A partir de 1640, una casa de entramado de madera en la esquina de las calles Sainte-Anne y Du Trésor se convirtió en la única residencia permanente del régimen francés en Nueva Francia.

Nueva Francia era una colonia propiedad de la Compagnie des Cent-Associés que se declaró en bancarrota en 1663 debido a los ataques iroqueses que hicieron que el comercio de pieles no fuera rentable para los franceses. Después de que la Compagnie des Cent-Associés se hubo declarado en quiebra, Nueva Francia fue tomada por la Corona francesa como una nueva colonia. El rey Luis XIV quería que su nueva colonia obtuviera ganancias y envió al Regimiento Carignan-Salières para defenderla. En 1666, este regimiento realizó una incursión devastadora en la tierra de Kanienkeh, que llevó a las Cinco Naciones a demandar por la paz en 1667.
La etapa desde, aproximadamente, 1660 hasta 1763 vivió una feroz rivalidad entre Francia y Gran Bretaña ya que cada potencia europea luchaba por expandir sus territorios de comercialización de pieles. Las dos potencias imperiales y sus aliados nativos compitieron en conflictos que culminaron en la Guerra franco-india, una parte de la Guerra de los Siete Años en Europa.
El viaje 1659-1660 de los comerciantes franceses Pierre-Esprit Radisson y Médard Chouart des Groseilliers hacia el norte y el oeste del Lago Superior inauguró simbólicamente esta nueva era de expansión. Su viaje comercial resultó extremadamente lucrativo en pieles. Más importante todavía, aprendieron de un mar congelado al norte que proporcionaba un fácil acceso al interior en busca de la piel. A su regreso, los oficiales franceses confiscaron las pieles de estos coureurs des bois sin licencia. Radisson y Groseilliers fueron a Boston y luego a Londres para asegurar fondos y dos barcos para explorar la Bahía de Hudson. Su éxito llevó al alquiler de Inglaterra de la Compañía de la Bahía de Hudson en 1670, una empresa importante en el comercio de pieles durante los próximos dos siglos.

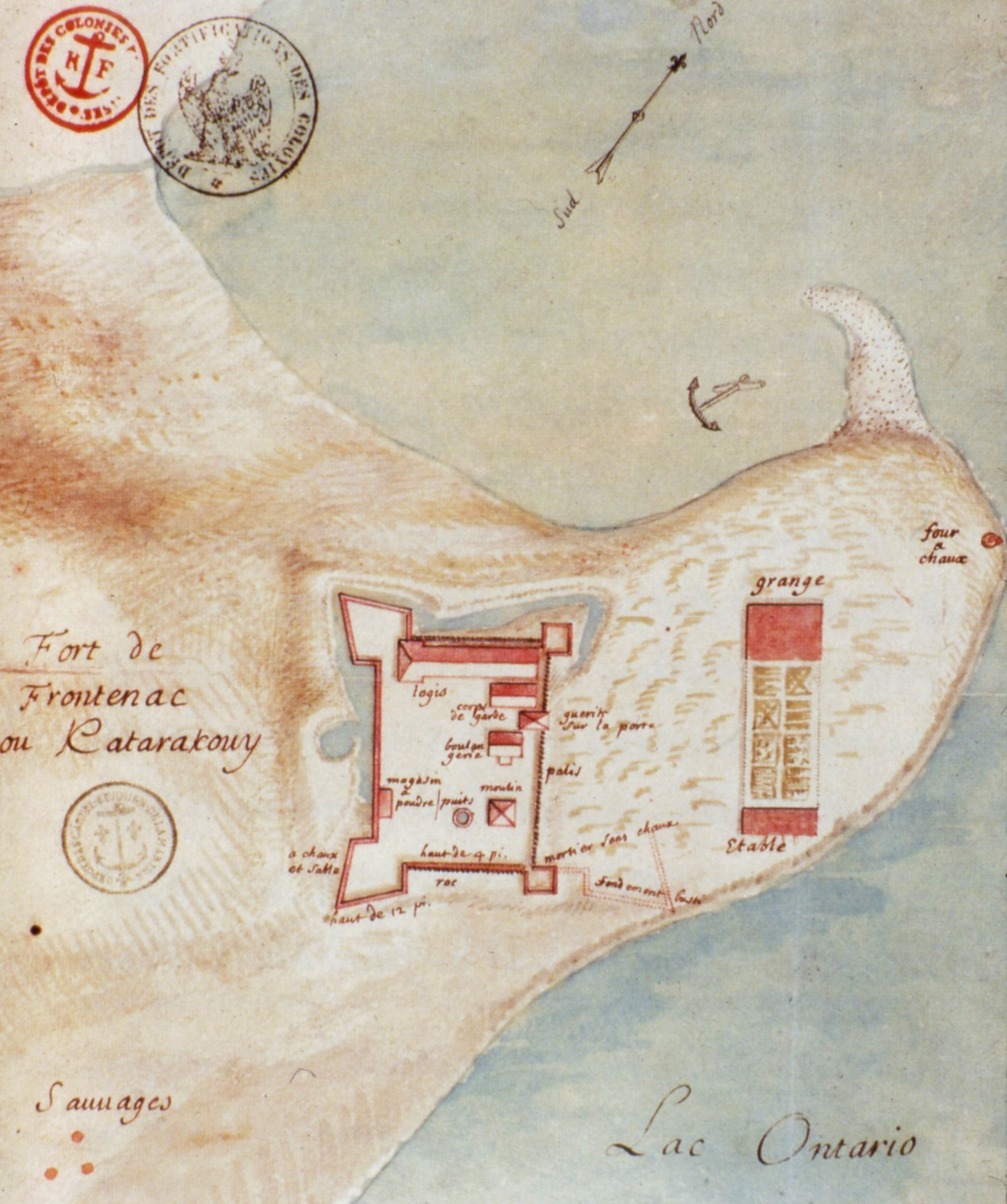
Plano del Fuerte Frontenac de 1685.

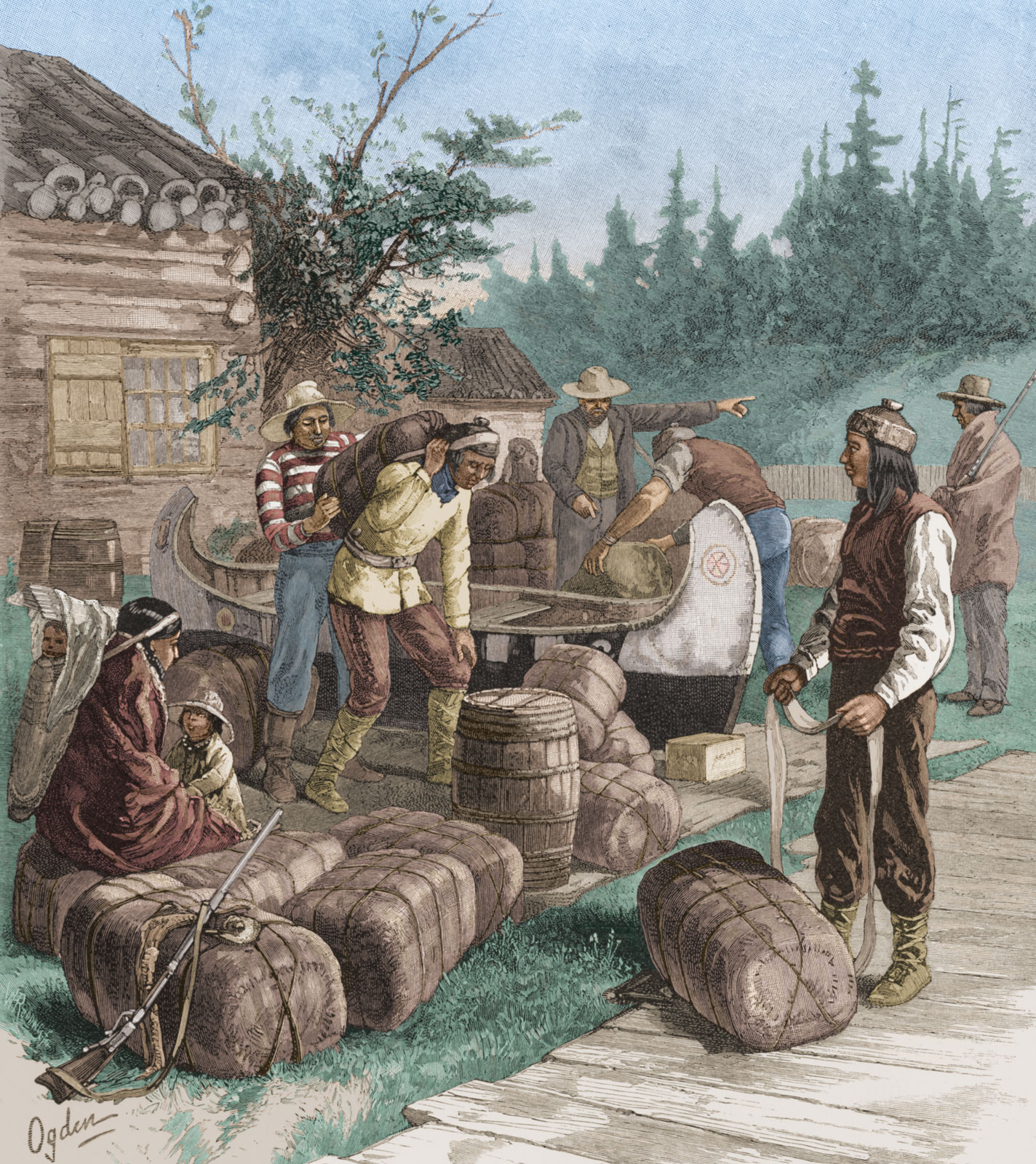
Trato con pieles de castor en una oficina de la Compañía de la Bahía de Hudson.

La exploración y expansión francesa hacia el oeste continuó con hombres como René Robert Cavelier de La Salle y Jacques Marquette explorando y reclamando los Grandes Lagos, así como los valles de los ríos Ohio y Misisippi. Para reforzar estas reclamaciones territoriales, los franceses construyeron una serie de pequeñas fortificaciones, comenzando con Fuerte Frontenac en el lago Ontario en 1673. Junto con la construcción de Le Griffon en 1679, el primer velero de tamaño completo en los Grandes Lagos, los fuertes abrieron los Grandes Lagos superiores a la navegación francesa.
Más grupos nativos aprendieron sobre mercancías europeas y se convirtieron en intermediarios comerciales, especialmente los ottawa. El impacto competitivo del nuevo comercio de la compañía inglesa Compañía de la Bahía de Hudson se sintió ya en 1671, con rendimientos disminuidos para los franceses y el papel de los intermediarios nativos. Esta nueva competencia estimuló directamente la expansión francesa en el noroeste para recuperar clientes nativos. Lo que siguió fue una expansión continua al norte y al oeste del lago Superior. Los franceses utilizaron negociaciones diplomáticas con nativos para recuperar el comercio y una política militar agresiva para eliminar temporalmente la competencia de la Compañía de la Bahía de Hudson. Al mismo tiempo, la presencia inglesa en Nueva Inglaterra se hizo más fuerte, mientras los franceses se ocupaban de tratar de combatir a los coureur des bois y a los indios aliados de contrabando de pieles con los ingleses por precios a menudo más altos y productos de mayor calidad de los que podían ofrecer.
En 1675, los iroqueses hicieron las paces con los machistas y finalmente derrotaron a los susquenhannock. A fines de la década de 1670 y principios de la de 1680, las Cinco Naciones comenzaron a atacar lo que ahora es el Medio Oeste, luchando contra Miami e Illinois, mientras alternativamente luchaban e intentaban hacer una alianza con los ottawa. Un jefe de los onondaga, Otreouti, a quien los franceses llamaron La Grand Gueule («la gran boca»), anunció en un discurso en 1684 que las guerras contra Illinois y Miami estaban justificadas porque "vinieron a cazar castores en nuestras tierras. ...». Inicialmente, los franceses adoptaron una actitud ambivalente hacia el impulso iroqués hacia el oeste. Por un lado, tener a las Cinco Naciones en guerra con otras naciones o tribus impidió que esas naciones comerciaran con los ingleses en Albany mientras que, por otro lado, los franceses no querían que los iroqueses se convirtieran en los únicos intermediarios en el comercio de pieles. Pero como los iroqueses continuaron ganando contra las otras naciones, impidieron que los comerciantes de pieles franceses y los algonquinos ingresaran en el valle del río Misisipi, y los ottawa mostraron signos de finalmente querer hacer una alianza con las Cinco Naciones, en 1684 los franceses declararon la guerra a los iroqueses. El jefe Otreouti en una llamada de ayuda señaló correctamente: «Los franceses tendrán a todos los castores y están enojados con nosotros por traerlos a ustedes».

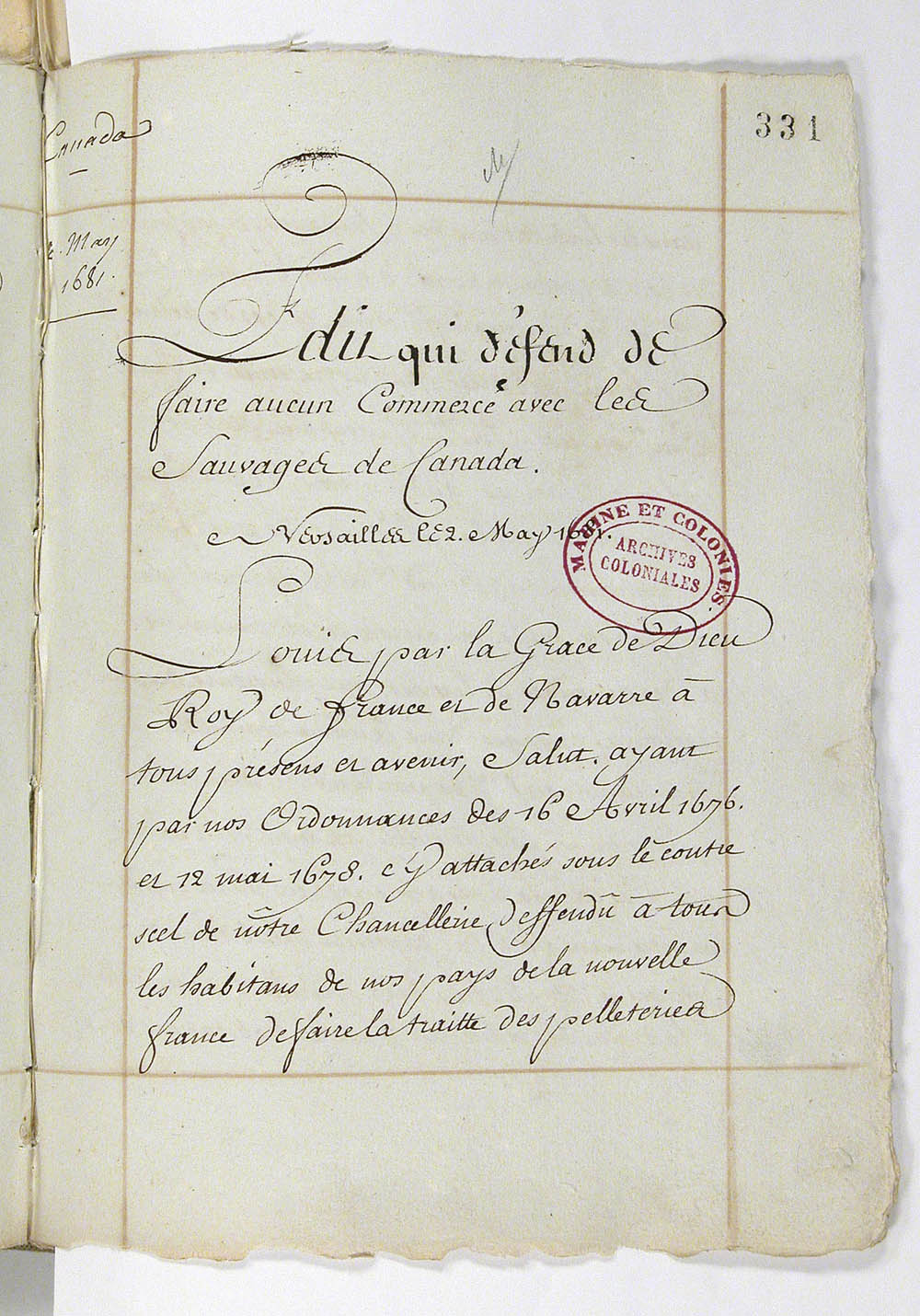
Foto del Edicto que el rey Luis XIV de Francia aprobó al limitar quién podría participar en el comercio de pieles.

En 1681, el rey de Francia decidió controlar a los comerciantes mediante la publicación de un edicto que limitaba el comercio de pieles y peletería en Nueva Francia. Comenzando en 1684, los franceses atacaron repetidamente Kanienkeh, quemando cosechas y aldeas, cuando Luis XIV de Francia dio órdenes de «humillar» a las Cinco Naciones o Confederación Iroquesa de una vez por todas, y enseñarles a respetar la «grandeza» de Francia. Las repetidas incursiones francesas pasaron factura a los mohawk, que pudieron reclutar alrededor de 300 guerreros en la década de 1670 para pasar a reclutar a únicamente 170 guerreros en el verano de 1691. Los iroqueses contraatacaron haciendo incursiones en la Nueva Francia con el que fue el ataque más exitoso a Lachine en 1689 que mató a 24 franceses mientras tomaba 80 cautivos, pero los recursos superiores del estado francés procedieron a aplastarlos hasta que finalmente hicieron las paces en 1701.
El asentamiento de refugiados nativos de las Guerras de los Castores en la región de los Grandes Lagos occidentales y septentrionales se combinó con el declive de los intermediarios de los ottawa para crear mercados vastos para los comerciantes franceses. La guerra de los Castores iroquiana, resurgente en la década de 1680 también estimuló el comercio de pieles ya que los aliados franceses nativos compraron armas. Los nuevos mercados más distantes y la feroz competencia inglesa sofocaron el comercio directo desde el noroeste con Montreal. El antiguo sistema de intermediarios nativos y coureur des bois que viajaban a ferias comerciales en Montreal o ilegalmente a los mercados ingleses fue reemplazado por una red comercial cada vez más compleja y con mayor densidad de mano de obra. Voyageurs con licencia, aliados con los mercaderes de Montreal, utilizaron las rutas acuáticas para llegar a los rincones más alejados del noroeste con cargas de productos comerciales en canoas. Estas fueron empresas arriesgadas que requirieron grandes inversiones iniciales y tuvieron un retorno muy lento. Los primeros ingresos de las ventas de pieles en Europa no llegaron hasta cuatro o más años después de la inversión inicial. Estos factores económicos concentraron el comercio de pieles en manos de unos pocos grandes comerciantes de Montreal que tenían capital disponible. Esta tendencia se expandió en el siglo XVIII, y alcanzó su apogeo con las grandes compañías de comercio de pieles del siglo XIX.

## Respuesta aborigen a la competencia franco-inglesa sobre la explotación y el agotamiento de los castores

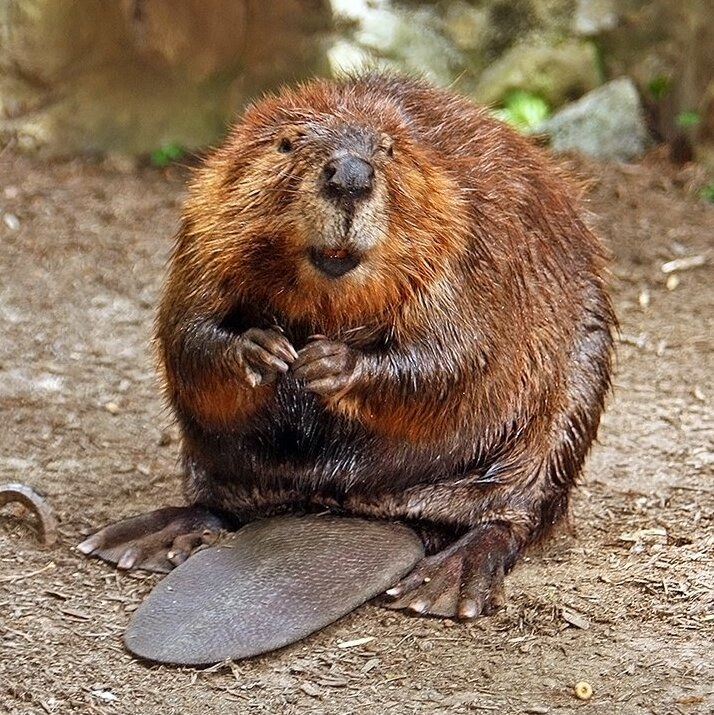
Castor canadiense.

El efecto sobre las existencias del castor en la competencia entre los ingleses y los franceses fue desastroso. El estado de los castores cambió drásticamente a medida que pasó de ser una fuente de alimento y ropa para los aborígenes a un bien vital para el intercambio con los europeos. Los franceses buscaban constantemente pieles más baratas y trataban de aislar a los intermediarios aborígenes, lo que los llevó a explorar el interior hasta el lago Winnipeg y las llanuras centrales. Mientras que algunos historiadores cuestionan las afirmaciones de que la competencia fue predominantemente responsable de la sobreexplotación de las existencias, otros han utilizado el análisis empírico para enfatizar los incentivos económicos cambiantes para los aborígenes y el papel de los europeos en la materia. El historiador Innis sostiene que la población de castores disminuyó mucho incluso antes de que la rivalidad en el siglo XVIII y las poblaciones en áreas occidentales remotas se aprovecharan cada vez más antes de que hubiera una competencia seria entre los ingleses y los franceses. Sin embargo, hay un acuerdo generalizado en la materia en la literatura histórica etnográfica que los aborígenes agotaron el recurso. Calvin Martin sostiene que hubo una ruptura de la relación entre el hombre y el animal en los valores de los aborígenes, lo que los hizo acelerar la explotación de las reservas.
Los ingleses y los franceses tenían estructuras jerárquicas comerciales muy diferentes. La Compañía de la Bahía de Hudson tenía un monopolio técnico del comercio de castores dentro de la cuenca de drenaje de la Bahía de Hudson, mientras que la Compagnie d'Occident tenía el monopolio del comercio de castores más al sur. Los ingleses organizaron su comercio en líneas estrictamente jerárquicas, mientras que los franceses utilizaron licencias para arrendar el uso de sus publicaciones. Esto significó que los franceses incentivaron la extensión del comercio, y los comerciantes franceses sí se infiltraron en gran parte de la región de los Grandes Lagos. Los franceses establecieron puestos en el lago Winnipeg, lago des Praires y el lago Nipigon, que representaban una grave amenaza para el flujo de pieles a la fábrica de York. La creciente penetración cerca de los puertos ingleses ahora significaba que los aborígenes tenían más de un lugar para vender sus productos.
A medida que aumentaba la competencia entre los ingleses y los franceses en el siglo XVIII, la piel todavía era capturada predominantemente por las tribus aborígenes que actuaban como intermediarios. La respuesta a una mayor competencia condujo a una grave sobreexplotación de los castores. Los datos de tres de los puestos comerciales de la Compañía de la Bahía de Hudson muestran esta tendencia. La simulación de las poblaciones de castores alrededor de los puestos comerciales se realiza teniendo en cuenta los rendimientos de los castores de cada puesto de comercio, la evidencia biológica sobre la dinámica de la población de castores y las estimaciones contemporáneas de las densidades de los castores. Si bien la opinión de que una mayor competencia entre los ingleses y los franceses condujo a la sobreexplotación de las poblaciones de castores por parte de los aborígenes no recibe apoyo acrítico, la mayoría cree que los aborígenes fueron los principales actores en el agotamiento de las reservas de animales. Sin embargo, ha habido una falta de discusión crítica sobre otros factores como la dinámica de la población de castores, el número de animales cosechados, la naturaleza de los derechos de propiedad, los precios o el papel de los ingleses y los franceses en la materia.
El principal efecto de la mayor competencia francesa fue que los ingleses aumentaron los precios que pagaban a los aborígenes para conseguir pieles. El resultado de esto fue un mayor incentivo para que los aborígenes aumentaran la caza. El aumento del precio dio lugar a una brecha entre la demanda y la oferta y a un mayor equilibrio en términos de oferta. Los datos de los puestos comerciales muestran que el suministro de castores de los aborígenes era elástico en los precios y, por lo tanto, los comerciantes respondieron con mayores cazas a medida que subían los precios. Las cazas se incrementaron más debido al hecho de que ninguna tribu tenía un monopolio absoluto cerca de cualquier comercio y la mayoría de ellos competían entre sí para obtener el máximo beneficio de la presencia de los ingleses y los franceses.
Además, el problema de los bienes comunes también es notoriamente visible en este asunto. El acceso abierto a los recursos no genera ningún incentivo para conservar las existencias, y los que intentan conservar pierden frente a los demás cuando se trata de maximizar el rendimiento económico. Por lo tanto, parecía haber una falta de preocupación por parte de las tribus de las Primeras Naciones sobre la sostenibilidad del comercio de pieles. El problema de la sobreexplotación no se ve favorecido por el hecho de los esfuerzos de los franceses para eliminar a los intermediarios, como los hurones, que cada vez se resentían más de su influencia, significaron que las poblaciones estaban sometidas a más presión. Todos estos factores contribuyeron a un patrón de comercio insostenible en pieles que agotaron las poblaciones de castores muy rápido.
Un estudio empírico realizado por Ann M. Carlos y Frank D. Lewis muestra que, aparte del asentamiento en un nivel más bajo de población estable, se produjeron nuevas disminuciones debido a la sobreexplotación en dos de los tres puestos comerciales ingleses (Albany y York). Los datos del tercer puesto comercial también son muy interesantes ya que el puesto no estuvo bajo presión de Francia y, por lo tanto, estuvo protegido del tipo de sobreexplotación de las acciones que resultó en los otros puestos comerciales. En el Fuerte Churchill, las existencias de castor se ajustaron al nivel máximo de rendimiento sostenido. Los datos de este fuerte refuerzan todavía más el caso de sobreexplotación de poblaciones causada por la competencia franco-inglesa.

## Relaciones matrimoniales
Era una práctica común de parte de las mujeres indias ofrecer matrimonio y algunas veces solo sexo a cambio de que los comerciantes de pieles no negociaran con sus rivales. Radisson describió visitar una aldea ojibwa en la primavera de 1660, durante la ceremonia de bienvenida: «Las mujeres se arrojan al suelo, pensando en darnos muestras de amistad y bienvenida». Al principio, Radisson se confundió con este gesto, pero a medida que las mujeres comenzaron a involucrarse en un comportamiento sexual más abierto, se dio cuenta de lo que se le estaba ofreciendo, fue informado por los ancianos del pueblo de que podía tener relaciones sexuales con cualquier mujer soltera en el pueblo, siempre que no comerciara con los dakota -sioux, que eran los enemigos de los ojibwa en ese momento. Del mismo modo, el comerciante de pieles Alexander Henry visitando una aldea ojibwa en lo que ahora es Manitoba, en 1775 describió la «facilidad con la que las mujeres se abandonaron a mis “canadienses”» a tal punto que creía que causaría violencia ya que los hombres ojibwa se volverían celosos, lo que le obligó a ordenar a su grupo que se fuera de inmediato, aunque es probable que las mujeres actuaran de hecho con la aprobación de sus hombres. Henry afirmó que se había ido de inmediato por temor a la violencia de los celosos hombres ojibwa, pero parecía más probable que temiera que sus compañeros franco canadienses disfrutaran demasiado con las mujeres ojibwa en esta aldea y no quisieran viajar más al hacia el oeste. El historiador estadounidense Bruce White describió la manera en que los ojibwa y los otros pueblos indígenas buscaban «usar las relaciones sexuales como un medio para establecer relaciones a largo plazo entre ellos y las personas de otra sociedad, fue una estrategia racional, que se ha descrito en muchas partes del mundo.» Un comerciante de pieles que se casó con una mujer de este pueblo, describió cómo los ojibwa inicialmente rechazaban a un comerciante de pieles hasta que pudieran evaluar su honestidad y siempre que demostrara ser un hombre honesto, "los jefes juntarían a sus amigas para que tuviera opción de escoger en matrimonio". Si el comerciante de pieles se casaba, los ojibwa comerciarían con él cuando se convirtiera en parte de la comunidad y si se negaba a casarse, entonces no tendrían tratos con él, ya que los ojibwa únicamente comerciaban con un hombre que «hubiera tomado a una de sus mujeres para ser su esposa».
Prácticamente todas las comunidades indias alentaron a los comerciantes de pieles a tomar una esposa india para construir una relación a largo plazo que asegurara el suministro continuo de bienes europeos a sus comunidades y disuadiera a los comerciantes de pieles tratar con otras tribus indias. El comercio de pieles no involucraba el trueque en la forma en que la mayoría de la gente presupone, sino que era una relación de crédito / débito cuando un vendedor de pieles llegaba a una comunidad en el verano u otoño, repartiría varios bienes a los indios que pagarían en primavera con las pieles de los animales que había matado durante el invierno; mientras tanto, hubo muchos intercambios adicionales, que a menudo involucraban a hombres y mujeres indios. Los hombres indios eran los tramperos que mataban a los animales para sus pieles, pero normalmente eran las mujeres quienes estaban a cargo de las pieles que sus hombres habían recolectado, convirtiendo a las mujeres en personas importantes en el comercio de pieles. Las mujeres indias normalmente cosechaban el arroz y elaboraban el azúcar de arce que eran partes tan importantes de las dietas de los comerciantes, por lo que generalmente se les pagaba con alcohol. Henry mencionó que en una aldea ojibwa, los hombres querían alcohol a cambio de pieles, mientras que las mujeres exigían una gran variedad de productos europeos a cambio de arroz. Las canoas de fabricación eran trabajos realizados tanto por hombres como por mujeres, y las cuentas de los comerciantes de pieles a menudo mencionaban el intercambio de productos con mujeres a cambio de canoas. Un viajero francés-canadiense llamado Michel Curot enumeró en su diario cómo en el curso de una expedición, intercambió productos por pieles con hombres ojibwa 19 veces, con mujeres ojibwa 22 veces, y otras 23 veces en las que no incluyó el género de las personas con las que estaba comerciando. Como las mujeres tenían un estatus muy bajo para el francés-canadiense (Quebec no otorgó a las mujeres el derecho al voto hasta 1940 porque las mujeres franco-canadienses fueron consideradas demasiado estúpidas para entender los problemas), White argumentó que es probable que la mayoría de los indios anónimos con los que Curot comerciaba eran mujeres cuyos nombres no se consideraban lo suficientemente importantes como para anotar.
Para los indios, los sueños eran vistos como mensajes del mundo de los espíritus, como un mundo mucho más poderoso e importante que el que ellos habitaban. Los roles de género no se corrigieron en las comunidades indígenas, y era posible que una mujer que había soñado con ella misma que desempeñaba un papel masculino fuera capaz de persuadir a su comunidad sobre la base de sus sueños de que se le permitiera participar en un trabajo que era normalmente realizado por hombres, ya que esto era evidentemente lo que los espíritus querían.] Las mujeres ojibwa en su adolescencia se embarcaron en «misiones de la visión» para descubrir qué destino los espíritus querían para ellos. Los indios que vivían alrededor de los Grandes Lagos creían que cuando una niña comenzaba a menstruar —considerado como un poder espiritual especial para las mujeres— que cualquier sueño que ella pudiera tener eran mensajes de los espíritus, y muchos comerciantes de pieles mencionaron cómo las mujeres que eran especialmente favorecidas con sus mensajes de ensueño del mundo de los espíritus desempeñaron papeles importantes como tomadoras de decisiones dentro de sus comunidades. Netnokwa, una carismática matrona ojibwa que vivía en la región del Río Rojo, cuyos sueños se consideraban mensajes especialmente poderosos de los espíritus, intercambiados directamente con los comerciantes de pieles. John Tanner, su hijo adoptivo, notó que recibía «diez galones de alcohol» gratis todos los años de los comerciantes de pieles, ya que consideraban prudente mantenerse en su favor y cada vez que visitaba Fort Mackinac «fue saludada por un arma del fuerte». Como la sangre menstrual se veía como un signo del poder espiritual de las mujeres, se entendía que los hombres nunca debían tocarla. Cuando las niñas ojibwa entraban en la pubertad, hacían ayunos y ceremonias que marcaban el comienzo de sus «búsquedas de visión» para establecer una relación con los espíritus, con sus sueños, siendo vistos como mensajes del mundo de los espíritus. A veces, las niñas ojibwa consumían hongos alucinógenos durante sus ceremonias para recibir más mensajes del mundo de los espíritus. Habiendo establecido una relación con un espíritu particular en la pubertad, las mujeres irían en busca de nuevas visiones a lo largo de sus vidas con más ceremonias y sueños para continuar la relación.
Los comerciantes de pieles descubrieron que casarse con las hijas de los jefes garantizaría la cooperación de toda una comunidad. Las alianzas matrimoniales también se hicieron entre las tribus indias. En septiembre de 1679, el diplomático y soldado francés Daniel Greysolon, Sieur du Lhut, convocó una conferencia de paz en Fond du Lac (la moderna Duluth, Minnesota) de todas las «naciones del norte» a la que asistieron los líderes de las tribus ojibwa, dakota y assiniboine, donde se acordó que las hijas e hijos de los diversos jefes se casarían entre sí para promover la paz y garantizar el flujo de productos franceses en la región. El comerciante de pieles francés Claude-Charles Le Roy escribió que los dakota habían decidido hacer las paces con sus enemigos tradicionales, los ojibwa, para obtener productos franceses que les estaban impidiendo recibir. Le Roy escribió que Dakota «podía obtener mercancías francesas únicamente a través de la agencia de los Sauteurs ojibwa», por lo que hicieron un tratado de paz por el cual «estaban mutuamente obligados a dar a sus hijas en matrimonio por ambas partes». Los matrimonios indios solían implicar una ceremonia simple que implicaba el intercambio de regalos valiosos de los padres de los novios, y a diferencia de los matrimonios europeos, podía ser disuelto en cualquier momento por un de ellos que decidiera retirarse.
Los indios estaban organizados en redes de parentesco y clan, y casarse con una mujer de una de estas redes de parentesco convertiría a un comerciante de pieles en un miembro de estas redes, asegurando así que los indios pertenecientes al clan con el que el comerciante se había casado eran más propensos a tratar únicamente con el. Además, los comerciantes de pieles descubrieron que era más probable que los indios compartieran alimentos, especialmente durante los duros meses de invierno, con los comerciantes de pieles que eran considerados parte de sus comunidades. Un comerciante de pieles que se casó con una niña ojibwa de 18 años describió en su diario su «satisfacción secreta al ser obligado a casarse por mi seguridad». Lo opuesto a tales matrimonios era que se esperaba que un comerciante de pieles favoreciera cualquier red de clan / parentesco con la que se había casado con productos europeos, y un comerciante de pieles que no arruinara su reputación. Los ojibwa, como las otras tribus, vieron que toda la vida en este mundo se basa en relaciones recíprocas, con mujeres ojibwa dejando «regalos» de tabaco cuando cosechaban plantas para agradecer a la naturaleza por proporcionar las plantas; mientras que un oso era asesinado, una ceremonia se llevó a cabo para agradecer al oso por «darles» su vida a ellos. Los ojibwa creían que si las plantas y los animales no recibían las gracias por «dárselos», entonces las plantas y los animales serían menos «generosos» el próximo año, y el mismo principio se aplicaba a sus relaciones con otros pueblos, como los comerciantes de pieles. Los Ojibwa, como otras Primeras Naciones, siempre creyeron que los animales voluntariamente permitían que los mataran, y que si un cazador no daba gracias al mundo animal, entonces los animales estarían «dando» menos la próxima vez. Como los comerciantes de pieles eran predominantemente masculinos y heterosexuales, mientras que había pocas mujeres blancas más allá de la frontera, los indios eran muy conscientes de la atracción sexual que sentían los comerciantes de pieles hacia sus mujeres, que tenían un poder especial sobre el hombre blanco. Las compañías fur-trading alentaron a sus empleados a tomar esposas indias, además de para construir relaciones a largo plazo que fueran buenas para los negocios, sino también porque un empleado con una esposa tendría que comprar más suministros de su empleador, con el dinero para las compras usualmente restado de su salario. White denunció la tendencia de muchos historiadores a ver a estas mujeres como objetos simplemente «pasivos» que fueron intercambiados por comerciantes de pieles y ancianos de la tribu india, escribiendo que estas mujeres habían «ejercido influencia y fueron comunicadoras activas de información» para ser efectivas como la esposa de un comerciante de pieles, y que muchas de las mujeres que se casaron con comerciantes de pieles «abrazaron» estos matrimonios para lograr «propósitos útiles para ellas y para las comunidades en las que vivían». Un estudio de las mujeres ojibwa que se casaron con comerciantes franceses de pieles sostuvo que la mayoría de las novias eran mujeres «excepcionales» con «ambiciones inusuales, influenciadas por sueños y visiones, como las mujeres que se vuelven cazadoras, comerciantes, curanderas y guerreras, como Ruth Landes cuenta de las mujeres ojibwa». De estas relaciones surgieron los mestizos cuya cultura era una fusión de elementos franceses e indios.

### Oshahgushkodanaqua
Una mujer ojibwa del extremo occidental del lago Superior, Oshahgushkodanaqua, que se casó en 1793 John Johnston, un comerciante de pieles británico radicado en Sault St. Marie y que trabajaba para la Compañía del Noroeste, más tarde se enteró en su vejez de cómo había llegado a su matrimonio, a través de la narración de un libro de viajes, de una escritora británica llamada Anna Jameson. Según el libro de 1838 de Winter Studios and Summer Rambles in Canada, según Anna, Oshahgushkodanaqua le dijo que cuando tenía 13 años, fue en «búsqueda de la visión» para encontrar su espíritu guardián ayunando en una cabaña pintada de negro en una colina alta. Durante su «búsqueda de la visión» :

Ella soñó continuamente con un hombre blanco, que se acercó a ella con una taza en la mano, diciendo: "¡Pobrecita! ¿Por qué te estás castigando? ¿Por qué ayunas? ¡Aquí hay comida para ti!" Siempre lo acompañaba un perro, que la miraba como si la conociera. Además, soñaba con estar en una colina alta, que estaba rodeada de agua, y desde la cual veía muchas canoas llenas de indios, acercándose a ella y rindiéndole homenaje, después de esto, se sintió como si estuviera siendo llevada hacia los cielos, y mientras miraba hacia abajo a la tierra, ella percibió que estaba en llamas y se dijo a sí misma:"Toda yo ¡las relaciones serán quemadas!", pero una voz respondió y dijo: "¡No, no serán destruidas, serán salvadas!", y ella supo que era un espíritu porque la voz no era humana. Ayunó durante diez días, tiempo durante el cual su abuela le traía a intervalos agua. Cuando se convenció de que había obtenido un espíritu de guardián en el extraño blanco que atormentaba sus sueños, regresó a la casa de su padre.

Unos cinco años más tarde, Oshahgushkodanaqua se encontró por primera vez con Johnston, quien le pidió casarse con ella, pero su padre le negó el permiso porque no creía que quisiera una relación a largo plazo. Cuando Johnston regresó al año siguiente y pidió nuevamente casarse con Oshahgushkodanaqua, su padre le dio permiso, pero ella misma lo rechazó, diciendo que no le gustaban las implicaciones de estar casada hasta la muerte, pero finalmente se casó bajo la fuerte presión de su padre. Oshahgushkodanaqua aceptó a contraer matrimonio cuando decidió que Johnston era el desconocido blanco que vio en sus sueños durante su búsqueda de visión. La pareja permaneció casada durante 36 años que terminó con la muerte de Johnston, y Oshahgushkodanaqua jugó un papel importante en la carrera comercial de su marido. Jameson también notó que Oshahgushkodanaqua era considerada una mujer fuerte entre los ojibwa, y escribió que «en su juventud cazaba y era considerada la más segura de las pieles entre las mujeres de su tribu».

## Estatus de las mujeres y su participación

### Ojibwa
White argumentó que la historiografía tradicional de «aventura imperial» en la que el comercio de pieles era obra de unos valientes hombres blancos que se aventuraban en la naturaleza salvaje era defectuosa porque ignoraba las contribuciones de los indios. La antropóloga estadounidense Ruth Landes en su libro de 1937 Ojibwa Women describió a la sociedad Ojibwa en la década de 1930 como basada en la «supremacía masculina», y ella asumió que así era como siempre había sido la sociedad ojibwa, una conclusión que ha sido ampliamente seguida. Sin embargo, Landes sí notó que las mujeres a las que entrevistó contaron historias sobre mujeres ojibwa que en siglos pasados, inspiradas por las visiones de sus sueños, habían desempeñado papeles prominentes como guerreros, cazadores, curanderos, comerciantes y líderes. En 1978, el antropólogo estadounidenseEleanor Leacock, que escribió desde una perspectiva marxista su artículo El estatus de las mujeres en la sociedad igualitaria desafió a Landes argumentando que la sociedad ojibwa había sido igualitaria, pero el comercio de pieles había cambiado la dinámica de la sociedad ojibwa de una simple economía de trueque a una donde los hombres podían volverse poderosos al tener acceso a los bienes europeos, y esto había llevado a la marginación de las mujeres ojibwa. Más recientemente, la antropóloga estadounidense Carol Devens en su libro de 1992 Contra la colonización: Mujeres nativas americanas y las Misiones de los Grandes Lagos 1630-1900 siguió a Leacock argumentando que la exposición a los valores patriarcales del Antiguo Régimen de Francia, junto con la capacidad de recolectar «bienes excedentes» posibilitados por el comercio de pieles, había convertido a la sociedad igualitaria de ojibwa en una sociedad desigual donde las mujeres no contaban para nada. White escribió que un examen de las fuentes contemporáneas sugeriría que el comercio de pieles de hecho había empoderado y fortalecido el papel de las mujeres ojibwa que desempeñaban un papel muy importante en el comercio de pieles, y era el declive del comercio de pieles lo que condujo a la disminución del estatus de las mujeres ojibwa.

### Chipewyan
Los chipewyan comenzaron el comercio de pieles a cambio de herramientas e instrumentos de metal con la Compañía de la Bahía de Hudson en 1717, lo que provocó un cambio drástico en su estilo de vida, al pasar de un pueblo que se dedican a actividades de subsistencia a diario a unas personas que practicaban el comercio de largo alcance convirtiéndose en los intermediarios entre Compañía de la Bahía de Hudson y los otros indios que vivían tierra adentro. Los chipewyan protegieron su derecho a comerciar con la Compañía de la Bahía de Hudson con celo considerable e impidieron que las personas que vivían tierra adentro como los tłı̨chǫ y los yellowknives cruzaran su territorio para comerciar directamente con la compañía durante todo el siglo XVIII. Para los chipewyan, que aún vivían en la Edad de Piedra, las herramientas metálicas fueron muy valoradas ya que se tardaba horas calentar una olla de piedra, pero únicamente unos minutos para calentar una olla de metal, mientras que un animal podía desollarse de manera mucho más eficiente y rápida con un cuchillo de metal que con un cuchillo de piedra. Para muchos grupos de chipewyan, la participación en el comercio de pieles erosionó su autosuficiencia ya que mataban animales para el comercio de pieles, no para alimentos, lo que los forzó a depender de otros grupos para obtener alimentos, y que dio lugar a un ciclo donde muchos grupos de chipewyan llegaron a depender de intercambiar pieles por productos europeos, que se intercambiaban por alimentos, y que los llevó a hacer viajes muy largos a través del subártico hasta la bahía de Hudson y viceversa. Para hacer estos viajes, los chipewyan viajaron por un terreno árido que estaba tan desprovisto de vida que la inanición era una amenaza real, durante la cual las mujeres tenían que llevar todos los suministros. Samuel Hearne, de la Compañía de la Bahía de Hudson, que fue enviado al interior en 1768 para establecer contacto con los «Far Indians», como la compañía los llamaba, escribió sobre los chipewyan:

Sus persecuciones anuales, en la búsqueda de pieles, están tan alejadas de los asentamientos europeos, que los convierten en los mejores viajeros del mundo conocido, y como no tienen caballos ni carrozas de agua, todo buen cazador está bajo la necesidad de tener varias personas para ayudar a llevar sus pieles a la Fortaleza de la compañía, así como cargar los productos europeos que recibió a cambio de ellos. No hay personas en este país que sean tan apropiadas para este trabajo como las mujeres, porque están acostumbradas a cargar y transportar cargas pesadas de su infancia y hacer todo tipo de trabajo pesado ".

El guía principal de Samuel Hearne, Matonabbee, le dijo que las mujeres tenían que llevar todo con ellas en sus largos viajes por el subártico porque «... cuando todos los hombres están cargados, no pueden cazar ni recorrer considerables distancias». Perry advirtió que cuando Hearne viajó a través del subártico en 1768-1772, los chipewyan habían estado comerciando directamente con la Compañía Hudson desde 1717, e indirectamente a través de los Cree durante al menos los últimos 90 años, entonces la vida- estilos que observó entre los chipewyan habían sido alterados por el comercio de pieles, y de ninguna manera puede considerarse un estilo de vida pre-contacto. Sin embargo, Perry argumentó que la naturaleza ardua de estos viajes a través del subártico junto con la carga de llevar todo sugiere que las mujeres chipewyan no se sometieron voluntariamente a este régimen, lo que sugeriría que incluso en el período previo al contacto las mujeres chipewyan tenía un estado bajo.

### Kutchin
Por el contrario, el comercio de pieles parece haber debilitado la situación de las mujeres indias en el subártico canadiense en lo que ahora son los Territorios del Noroeste, el Yukón y las partes septentrionales de Manitoba, Saskatchewan y Alberta. El duro terreno que impuso un estilo de vida nómada o seminómada a las personas que viven allí para permanecer en un lugar por mucho tiempo debió agotar rápidamente el suministro de alimentos. Los indios que vivían en el subártico únicamente tenían perros pequeños incapaces de transportar cargas pesadas, un comerciante de pieles en 1867 y llamaban a los perros de los kutchin «criaturas miserables no más pequeñas que zorros», mientras que otro señalaba que los perros de los Slavey tenían miedo y soportaban cargas. por las espaldas de la gente. La ausencia de ríos navegables imposibilitó el transporte ribereño, por lo que todo tuvo que llevarse a lomos de las mujeres. Los pueblos del norte de Athabaskan tenían la creencia de que las armas únicamente podían ser manejadas por hombres, y que el hecho de que un arma fuera utilizada por una mujer haría que perdiera su efectividad; como las relaciones entre las diversas bandas eran hostiles, los hombres cuando viajaban siempre estaban armados mientras que las mujeres cargaban todo el equipaje. Todos los hombres indios que vivían en el subártico tenían un horror agudo de la sangre menstrual, visto como una sustancia impura que ningún hombre podría tocar, y como un símbolo de una feminidad amenazante. El antropólogo estadounidense Richard J. Perry sugirió que, bajo el impacto del comercio de pieles, ciertas tendencias misóginas que ya se habían establecido durante mucho tiempo entre los pueblos del norte de Athabaskan empeoraron significativamente. Debido al duro terreno del subártico y el limitado suministro de alimentos, los pueblos de las Primeras Naciones que vivían allí habían practicado infanticidio durante mucho tiempo para limitar el tamaño de sus grupos, como lo haría una gran población. Un comerciante de pieles en el siglo XIX señaló, que las niñas kutchin recién nacidas eran mucho más propensas a ser víctimas de infanticidio que los niños debido al bajo estatus de las mujeres, y agregó que el infanticidio femenino se practicaba hasta tal punto allí que terminó con una escasez de mujeres en su sociedad.
Cuando los comerciantes de pieles contactaron por primera vez a los kutchin en 1810 y fundaron el Fuerte Good Hope en el río Mackenzie, las cuentas describen una sociedad más o menos igualitaria, pero el impacto del comercio de pieles redujo el estatus de las mujeres kutchin. Los relatos de los comerciantes de pieles en la década de 1860 describen a las mujeres kutchin como esencialmente esclavas, llevando el equipaje en sus largos viajes por el subártico. Un comerciante de pieles escribió sobre las mujeres kutchin que eran «poco mejor que esclavos», mientras que otro vendedor de pieles escribió sobre el «trato brutal» que las mujeres sufrieron a manos de sus hombres. Los líderes de la tribu kutchin que se enriquecieron según los estándares de las Primeras Naciones al dedicarse al comercio de pieles tendieron a tener varias esposas, de hecho tendieron a monopolizar a las mujeres en sus grupos, lo que causó tensiones sociales graves ya que a los hombres jóvenes les resultó imposible una compañera, ya que sus líderes se llevaron a todas las mujeres para sí mismos. Significativamente, el establecimiento de puestos de comercio de pieles en el interior por Compañía de la Bahía de Hudson a fines del siglo XIX condujo a una mejora en el estatus de las mujeres de kutchin ya que cualquiera podía obtener mercancías europeas vendiendo en la oficina local de la Compañía, terminando la capacidad de los líderes de kutchin para monopolizar la distribución de productos europeos, mientras que la introducción de perros capaces de transportar trineos, significaba que sus mujeres ya no tenían que cargar con todo en sus largos viajes.

### Pueblos del norte de Athabaskan
Perry argumentó que la diferencia crucial entre los pueblos del norte de Athabaskan que vivían en el subártico frente a los que vivían más al sur, como los cree y los ojibwa, era la existencia de cursos de agua que las canoas podían atravesar en el caso de este último. En el siglo XVIII, los hombres cree y ojibwa podían viajar cientos de millas a oficinas de la Compañía, en la Bahía de Hudson a través de una canoa para vender pieles y traer productos europeos, y mientras tanto, sus mujeres estaban en gran medida a cargo de sus comunidades. En York Factory en el siglo XVIII, los factores informaron que flotillas de hasta 200 canoas llegaban en un momento con los hombres indios que venían a cambiar sus pieles por los bienes de la Compañía. Normalmente, el viaje a la Fábrica de York fue realizado por los hombres cree y ojibwa, mientras que sus mujeres se quedaron en sus aldeas. Hasta 1774, Compañía de la Bahía de Hudson se contentó con operar sus oficinas en las costas de la Bahía de Hudson, y únicamente la competencia de la rival Compañía del Noroeste con sede en Montreal obligó a la Compañía Hudson a hacer valer su derecho sobre la Tierra de Rupert. Por el contrario, la ausencia de vías fluviales que desembocaran en la bahía de Hudson (el río principal en el subártico, el Mackenzie, desemboca en el océano Ártico) obligó a los pueblos del norte de Athabaskan a viajar a pie con las mujeres como portadoras de equipaje. De esta manera, el comercio de pieles empoderó a las mujeres cree y ojibwa mientras reducía a las mujeres del norte de Athabaskan a una existencia de esclavitud.

## Comercio de pieles del sureste
A partir de mediados del siglo XVI, los europeos intercambiaban armas y artículos para el hogar a cambio de pieles con nativos americanos en el sureste de América. El comercio originalmente trató de imitar el comercio de pieles del norte, con grandes cantidades de gatos monteses, osos, castores y otros animales de peletería que se comercializaban. El comercio de animales de abrigo de pieles disminuyó a principios del siglo XVIII, restringido por la creciente popularidad del comercio de pieles de venado. El comercio de piel de ciervo pasó a dominar las relaciones entre los nativos americanos del sureste y los colonos europeos de allí. La gamuza era un producto altamente valorado debido a la escasez de ciervos en Europa, y la industria británica del cuero necesitaba pieles de venado para producir productos. La mayor parte de las pieles de ciervo se exportaron a Gran Bretaña durante el apogeo del comercio de estas pieles.

### Efecto del comercio de piel de ciervo sobre los nativos americanos
Las creencias de los nativos americanos, específicamente las de los creek, giraban en torno al respeto por el medio ambiente. Los creek creían que tenían una relación única con los animales que cazaban. Había varias reglas que rodean cómo podría ocurrir una cacería, particularmente prohibiendo la matanza innecesaria de ciervos. Hubo tabúes específicos contra tomar las pieles de ciervos no saludables. Sin embargo, el lucrativo comercio de piel de ciervo provocó que los cazadores actuaran más allá del punto de restricción en el que habían operado antes. La economía de la caza colapsó debido a la escasez de ciervos, ya que fueron cazados en exceso y perdieron sus tierras los colonos blancos. Debido a la disminución de las poblaciones de ciervos y la presión gubernamental para cambiar el modo de vida de los colonos, la cría de animales reemplazó a la caza de ciervos.
El ron se introdujo por primera vez a principios del siglo XVIII como un elemento comercial, y rápidamente se convirtió en un bien inelástico. Mientras que los nativos americanos en su mayoría actuaron de manera conservadora en los acuerdos comerciales, consumieron un excedente de alcohol. Los comerciantes usaron el ron para ayudar a formar asociaciones. El ron tuvo un efecto significativo en el comportamiento social de los nativos americanos. Bajo la influencia del ron, la generación más joven no obedeció a los ancianos de la tribu, y se involucró con más escaramuzas con otras tribus y colonos blancos. El ron también interrumpió la cantidad de tiempo que la generación más joven de hombres pasaba en el trabajo. El alcohol fue uno de los bienes proporcionados a crédito, y condujo a una trampa de deuda para muchos nativos americanos; los cuales no sabían cómo destilar alcohol y, por lo tanto, se vieron obligados a comerciar por él.

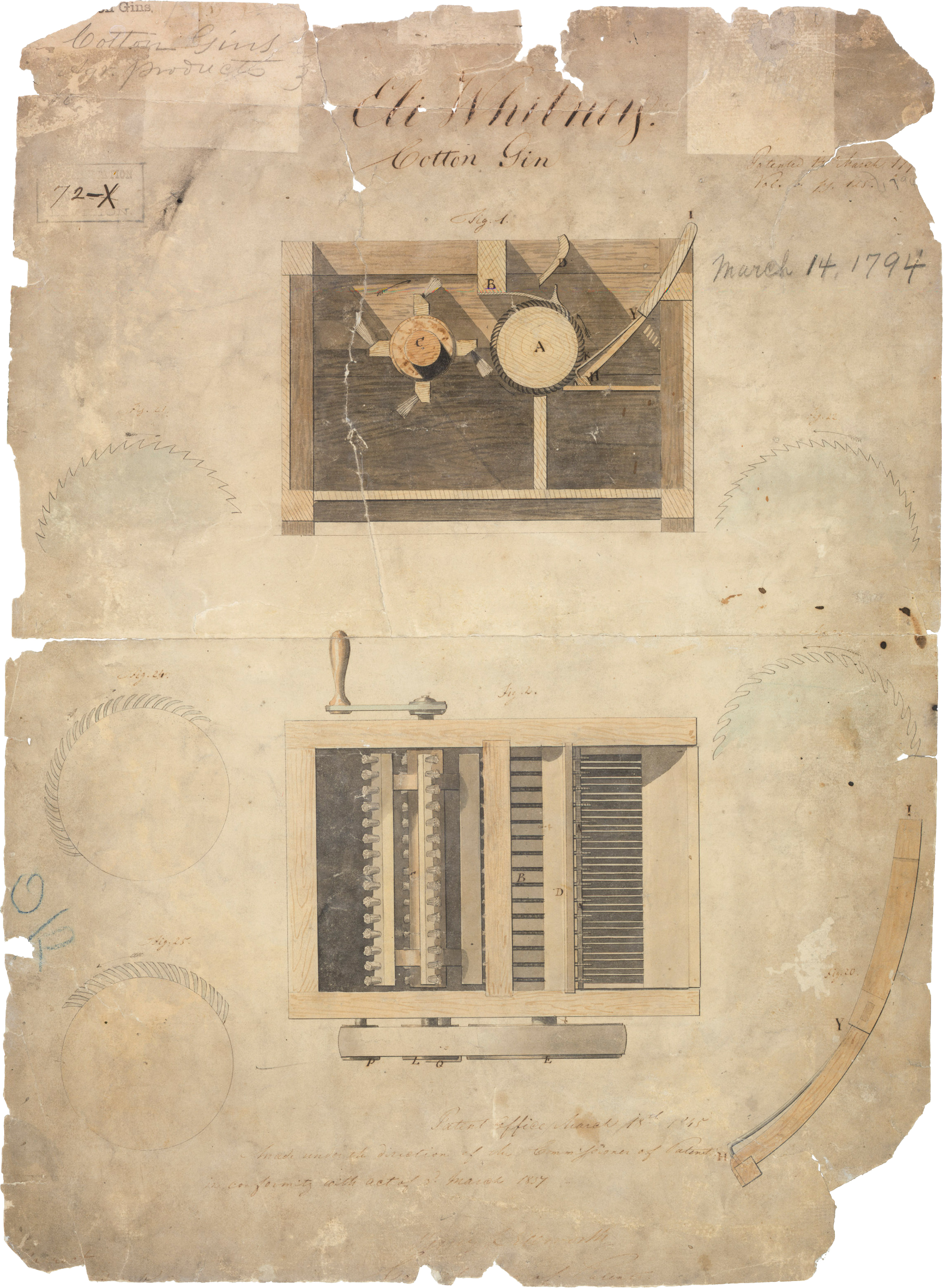
Patente original de la desmotadora (14 de marzo de 1794).

Los aborígenes se habían vuelto dependientes de productos manufacturados, como armas de fuego y animales domesticados, y perdieron gran parte de sus prácticas tradicionales. Con las nuevas manadas de ganado deambulando por las tierras de caza, y un mayor énfasis en la agricultura debido a la invención de la desmotadora de las fibras de algodón, los nativos americanos luchaban por mantener su lugar en la economía. Había una brecha de desigualdad en las tribus, ya que algunos cazadores tenían más éxito que otros. Todavía así, los acreedores trataron la deuda del individuo como deuda de toda la tribu, y usaron varias estrategias para mantener endeudados a los nativos americanos. Los comerciantes armaban el sistema de pesaje que determinaba el valor de las pieles de venado a su favor, llevaban herramientas de medición para devaluar la piel de venado y manipulaban los productos manufacturados para disminuir su valor, como por ejemplo, diluir el alcohol que comercializaban. Para satisfacer la necesidad de pieles de venado, muchos hombres de las tribus abandonaron sus roles estacionales tradicionales y se convirtieron en comerciantes de tiempo completo. Cuando colapsó el comercio de piel de ciervo, los nativos americanos se encontraron dependientes de productos manufacturados, y no podían volver a las viejas formas debido a la pérdida de conocimiento práctico.

### Contacto post-europeo en los siglosXVIyXVII
Las incursiones exploratorias españolas en el siglo XVI tuvieron encuentros violentos con los poderosos cacicazgos, lo que llevó a la descentralización de los pueblos indígenas en el sudeste. Casi un siglo pasó entre la exploración española original y la próxima ola de inmigración europea, que permitió a los sobrevivientes de las enfermedades europeas organizarse en nuevas tribus. La mayoría del comercio español se limitó con los indios de la costa hasta las expediciones hacia el interior a principios del siglo XVII. Para 1639, se desarrolló un comercio sustancial entre los españoles en Florida y los nativos americanos para pieles de venado, con más grupos interiores incorporados al sistema en 1647.

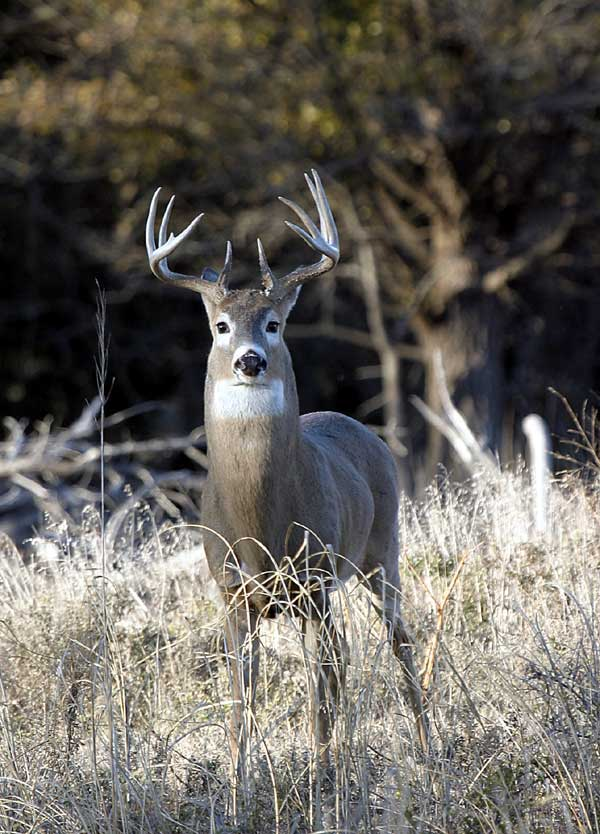
Ciervo de cola blanca de Virginia

Muchas tribus del sudeste comenzaron a enviar gente para reunirse con los españoles en Florida, o utilizaron otras tribus como intermediarios para obtener productos manufacturados. Los apalaches utilizaron a la gente de Apalachicola para recoger pieles de venado, y a cambio les daban plata, armas de fuego o caballos. A medida que los colonizadores ingleses y franceses se aventuraron hacia el sureste, el comercio de pieles de ciervo experimentó un auge en el siglo XVIII. Muchos de los colonos ingleses que se establecieron en Las Carolinas a fines del 1600 vinieron de Virginia, donde los patrones de comercio de productos europeos a cambio de pieles de castor ya habían comenzado. Las manadas de ciervos de cola blanca que vagaban por el sur de Virginia eran un recurso más rentable. Los franceses y los ingleses lucharon por el control sobre el sur de los Apalaches y el valle del río Misisipí, y necesitaban alianzas con los indios para mantener el dominio. Los colonizadores europeos utilizaron el comercio de pieles de venado para productos manufacturados para asegurar las relaciones comerciales, y por lo tanto el poder.

### Principios delsigloXVIII
A principios del siglo XVIII, se produjo una violencia más organizada que en décadas anteriores entre los nativos americanos involucrados en el comercio de pieles de venado y los colonos blancos, la guerra yamasee (1715-1717). Este levantamiento de los indios contra los comerciantes de pieles casi aniquiló a los colonos europeos en el sudeste. Los británicos promovieron la competencia entre tribus y vendieron armas a los creeks y a los cheroqui. Esta competencia surgió de la demanda de esclavos en el sudeste: las tribus se atacaban mutuamente y vendían prisioneros a la trata de esclavos de los colonizadores. Francia intentó proscribir estas incursiones porque sus aliados, los choctaw, chickasaws y la tribu yazoo, tuvieron la peor parte de la trata de esclavos. Las armas y otras más modernas eran artículos comerciales esenciales para que los nativos americanos se protegieran de las incursiones de esclavos; motivación que impulsó la intensidad del comercio de ciervos. La necesidad de esclavos indios disminuyó a medida que los esclavos africanos comenzaron a importarse en grandes cantidades, y el foco volvió a los pieles de ciervo. La unidad para los esclavos indios también disminuyó después de la Guerra yamasee para evitar levantamientos futuros.
Los yamasi habían acumulado una gran deuda en la primera década del siglo XVIII debido a la compra de productos manufacturados a crédito de los comerciantes, y luego no podían producir suficientes pieles de venado para pagar la deuda más adelante. Los indios que no podían pagar su deuda a menudo eran esclavizados. La práctica de la esclavización se extendió a las esposas y los hijos para cubrir la deuda también. Este proceso frustró a los yamasi y otras tribus, quienes presentaron quejas contra el engañoso esquema de préstamo de crédito que los comerciantes habían aplicado, junto con métodos de fraude o comercio. Los yamasi eran una tribu costera en el área que ahora se conoce como Carolina del Sur, y la mayoría de las manadas de ciervos de cola blanca se habían trasladado hacia el interior en busca del mejor ambiente. Los Yamasi se rebelaron contra los ingleses en Carolina del Sur, y pronto otras tribus se unieron a ellos, creando combatientes de casi todas las naciones del Sur. Los británicos pudieron derrotar a la coalición india con la ayuda de los cheroqui, consolidando una asociación comercial preexistente.
Después de las revueltas, los nativos americanos volvieron a hacer alianzas con las potencias europeas, utilizando la sabiduría política para obtener las mejores ofertas jugando las tres naciones entre sí. Los creeks fueron particularmente buenos en la manipulación: habían comenzado a comerciar con Carolina del Sur en los últimos años del siglo XVII y se convirtieron en proveedores confiables de piel de ciervo. Los creeks ya eran una tribu rica debido a su control sobre las tierras de caza más valiosas, especialmente cuando se compara con los empobrecidos cheroqui. Debido a aliarse con los británicos durante la Guerra yamasee, los cheroqui carecían de socios comerciales indios y no podían romper con Gran Bretaña para negociar con Francia o España.

### Valle del río Misisipi

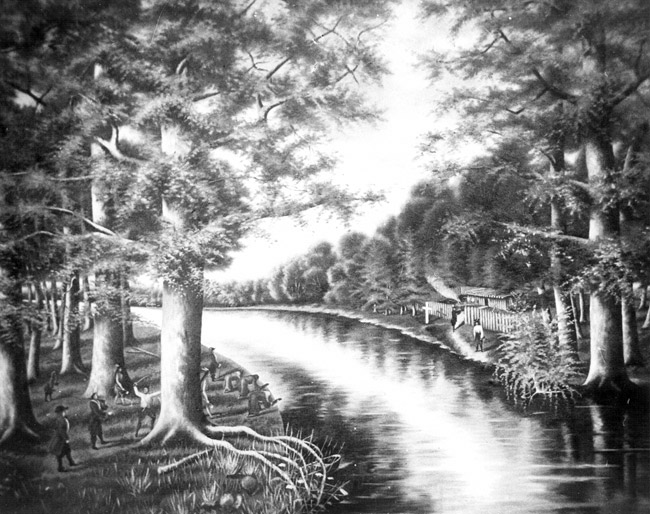
Annie Hatley, Descripción del Puesto de Arkansas en 1689 (Archivos Estatales de Arkansas, 1904).

Desde sus bases en el área de los Grandes Lagos, los franceses avanzaron de manera constante por el valle del río Misisippi hasta el Golfo de México desde 1682 en adelante. Inicialmente, las relaciones francesas con los indios natchez fueron amistosas y en 1716 se permitió a los franceses establecer Fuerte Rosalie en el territorio de los natchez. En 1729, después de varios casos de fraude territorial francés, los natchez incendiaron Fort Rosalie y mataron a unos 200 colonos franceses. En respuesta, los franceses junto con sus aliados, los choctaw, emprendieron una campaña casi genocida contra los natchez y a todos los que capturaban los quemaban vivos. Después de la victoria francesa sobre natchez en 1731 que resultó con la destrucción del pueblo natchez, los franceses pudieron comenzar a comerciar pieles por el río Arkansas y ampliaron en gran medida el Puesto de Arkansas para aprovechar el comercio de pieles.

### Mediados delsigloXVIII
El comercio de piel de venado fue más rentable a mediados del siglo XVIII. Los creeks se alzaron como el mayor proveedor de piel de venado, y el aumento en la oferta intensificó la demanda europea de pieles de venado. Los nativos americanos continuaron negociando los tratos comerciales más lucrativos obligando a Inglaterra, Francia y España a competir por su suministro de pieles de venado. En la década de 1750 y 1760, la Guerra de los Siete Años interrumpió la capacidad de Francia de proporcionar productos manufacturados a sus aliados, choctaws y chickasaw. La guerra franco-india perturbó aún más el comercio, ya que los británicos bloquearon los productos franceses. Los cheroqui se aliaron con Francia, que fueron expulsados del sudeste de acuerdo con el Tratado de París (1763). Los británicos eran ahora la potencia comercial dominante en el sureste.
Si bien tanto los cheroqui como los creek eran los principales socios comerciales de los británicos, sus relaciones con los británicos fueron diferentes. Los creeks se adaptaron al nuevo sistema de comercio económico y lograron aferrarse a sus viejas estructuras sociales. Originariamente, la tierra cheroqui estaba dividida en cinco distritos; sin embargo, el número pronto creció a trece distritos con 200 cazadores asignados por distrito debido a la demanda de piel de venado.
Charleston y Savannah fueron los principales puertos comerciales para la exportación de pieles de venado, convirtiéndose en la más popular, y apoyó económicamente a las colonias con los ingresos producidos por los impuestos sobre las pieles de venado. El comercio de Charleston estaba regulado por la Comisión de Comercio de la India, compuesta por comerciantes que monopolizaban el mercado y se beneficiaban de la venta de pieles de ciervo. Desde el comienzo del siglo XVIII hasta mediados de siglo, las exportaciones de piel de venado de Charleston se duplicaron en las exportaciones, a cambio se recibió tabaco y azúcar de las Indias Occidentales y ron del Norte. También a cambio de pieles de ciervo, Gran Bretaña envió lana, armas de fuego, municiones, herramientas de hierro, ropa y otros productos manufacturados que se vendían a los nativos americanos.

### Post Guerra de la Independéncia de Estados Unidos
La Guerra de Independencia de los Estados Unidos interrumpió el comercio de pieles de ciervo, al cortarse la importación de productos manufacturados británicos. El comercio de la piel de ciervo ya había empezado a disminuir debido a la caza excesiva de ciervos. Esta falta de comercio, hizo que los nativos americanos se quedaran sin artículos, como pistolas, de las que dependían. Algunos indios, como los creeks, intentaron restablecer el comercio con los españoles en Florida, donde también se escondían algunos leales. Cuando la guerra terminó con la retirada británica, muchas tribus que habían luchado de su lado quedaron desprotegidas y ahora tenían que hacer las paces y nuevos acuerdos comerciales con el nuevo país. Muchos nativos americanos fueron objeto de violencia por parte de los nuevos estadounidenses que buscaban establecer su territorio. El nuevo gobierno estadounidense negoció tratados que reconocían las fronteras anteriores a la guerra, como las que tenían los choctaw y los chickasaw, y permitió el libre comercio.
En las dos décadas posteriores a la guerra de Independencia, el gobierno de los Estados Unidos estableció nuevos tratados con los nativos americanos para los terrenos de caza y los términos de intercambio proporcionados. Sin embargo, el valor de las pieles de ciervo cayó cuando el ganado domesticado se hizo cargo del mercado, y muchas tribus pronto se vieron endeudadas. Los creeks comenzaron a vender sus tierras al gobierno para tratar de pagar sus deudas, y las luchas internas entre los indios facilitaron que los asentamientos blancos invadieran sus tierras. El gobierno también trató de alentar a los nativos americanos a renunciar a sus antiguas formas de cacería de subsistencia, y recurrir a la agricultura y el ganado domesticado para el comercio.

## Impacto social y cultural
El comercio de pieles y sus actores han desempeñado un cierto papel en el cine y la cultura popular. Fue el tema de varios libros y películas, desde James Fenimore Cooper a través de Irving Pichels Hudson's Bay de 1941, el popular musical canadiense My Fur Lady de 1957, hasta los documentales de Nicolas Vanier. Sin embargo, en contraste con «la amistosa narración de amigos de Canadá como país de Hudson», se propagó en la cultura popular y en círculos elitistas como el Beaver Club, fundado en 1785 en Montreal. La descripción erudita a menudo centrada en lo masculino del negocio de las pieles no describe completamente la historia. Chantal Nadeau, científica de comunicación en la Universidad Concordia de Montreal, se refiere a las «esposas de campo» y los «matrimonios de campo» entre mujeres indias y tramperos europeos, y Las Hijas del Rey del siglo XVIII.

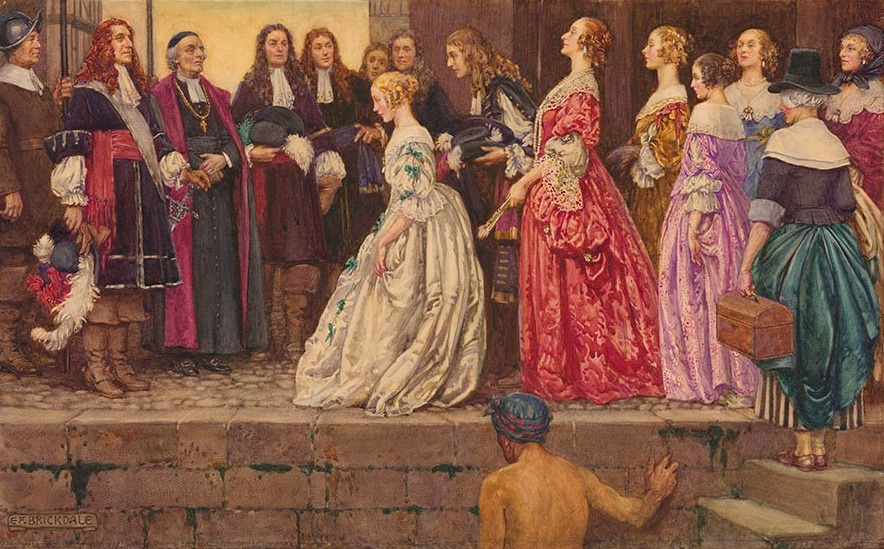
Llegada de «Las Hijas del Rey» a la ciudad de Quebec, pintura de Eleanor Fortescue-Brickdale.

Nadeau dice que las mujeres han sido descritas como una especie de producto básico, «piel por piel», y que eran esenciales para la prolongación sostenible del comercio de pieles. Describe el pelaje como un elemento esencial, «el tejido» del simbolismo y la nacionalidad de Canadá. Ella toma nota de las controversias en torno a la caza de focas canadiense, con Brigitte Bardot como una figura destacada. Bardot, una famosa actriz, había sido modelo en la campaña «Legend» de 1971 de publicidad del visón estadounidense Blackglama, por la que posó desnuda en abrigos de piel. Su participación en campañas contra el pelaje poco después fue en respuesta a una solicitud de la notable autora Marguerite Yourcenar, quien le pidió a Bardot que usara su estatus de celebridad para ayudar al movimiento anti-publicidad. Bardot tuvo éxitos como activista contra la piel de animales y cambió de símbolo sexual a la mamá adulta de «bebés de focas blancas». Nadeau relacionó esto con su posterior participación en la política de derecha francesa. El movimiento contra las pieles en Canadá se entrelazó con la exploración de la historia de la nación durante y después de la Revolución Tranquila en Quebec, hasta el retroceso del movimiento contra las pieles a fines de los años noventa. Finalmente, la campaña de celebridades de PETA : «Prefiero ir desnuda que usar pelo», cambió el lema «piel por piel» y la simbología contra el pelaje y el comercio de pieles.

## Pueblo métis
Cuando los hombres del antiguo comercio de pieles en el noreste hicieron la caminata hacia el oeste a principios del siglo XIX, buscaron recrear el sistema económico del que se habían beneficiado en el noreste. Algunos hombres fueron por su cuenta propia, pero otros confiaron en Compañía de la Bahía de Hudson y la Missouri Fur Company. El matrimonio y el parentesco con mujeres nativas jugarían un papel importante en el comercio occidental de pieles.
Los comerciantes blancos que se mudaron al oeste necesitaban establecerse en las redes de parentesco de las tribus, y con frecuencia lo hacían al casarse con una prominente mujer india. Esta práctica se llamaba matrimonio «de campo» y permitía al comerciante relacionarse con los miembros varones adultos de la banda de mujeres, que eran aliados necesarios para el comercio. Los hijos de estos sindicatos, que eran conocidos como Métis, eran parte integral del sistema de comercio de pieles.
La etiqueta de métis definió a estos niños como personas marginales con una identidad fluida. Al principio del comercio de pieles, los métis no se definían por su categoría racial, sino más bien por la forma de vida que elegían. Estos niños generalmente eran descendientes de hombres blancos y madres nativas y, a menudo, eran criados para seguir el estilo de vida de la madre. El padre podría influir en el proceso de culturación y evitar que el niño fuera clasificado como métis, en los primeros años del comercio de pieles occidental. Las familias de pieles a menudo incluían mujeres nativas desplazadas que vivían cerca de los fuertes y formaban redes entre ellas. Estas redes ayudaron a crear parentesco entre tribus que beneficiaron a los comerciantes. Los católicos hicieron todo lo posible para validar estas uniones a través de matrimonios. Pero los misioneros y los sacerdotes a menudo tenían problemas para categorizar a las mujeres, especialmente al establecer una identidad tribal.
Los métis fueron de los primeros grupos de comerciantes de pieles que llegaron del noreste. Estos hombres eran en su mayoría de una identidad de raza mixta, en gran parte iroqueses, así como otras tribus del país de Ohio. En lugar de una identidad tribal, muchos de estos métis tenían múltiples herencias indígenas. Lewis y Clark, que abrió el mercado en el comercio de pieles en el Alto Missouri, trajeron consigo muchos métis para que sirvieran como comprometidos. Estos mismos métis se involucrarían en el comercio de pieles del oeste temprano. Muchos de ellos se establecieron en el río Misuri y se casaron con las tribus de allí antes de establecer sus redes comerciales. La primera generación de métis nacidos en Occidente creció a partir del antiguo comercio de pieles y proporcionó un puente hacia el nuevo imperio occidental. Estos métis poseían habilidades nativas y europeas, hablaban varios idiomas y tenían las redes de parentesco necesarias para el comercio. Además, muchos hablaban el dialecto «Michif Métis». En un esfuerzo por distinguirse de los nativos, muchos métis se asociaron fuertemente con las creencias católicas y evitaron participar en las ceremonias nativas.
En la década de 1820, el comercio de pieles se había expandido en las Montañas Rocosas, donde los intereses estadounidenses y británicos comenzaron a competir por el control del lucrativo comercio. Los métis tuvieron un papel clave en esta competencia. Los primeros metis se congregaban alrededor de puestos comerciales donde trabajaban como empaquetadores, peones o barqueros. A través de sus esfuerzos, ayudaron a crear un nuevo orden centrado en los puestos comerciales. Otros métis viajaban con las brigadas de captura en un acuerdo de negocios flexible donde la autoridad se tomaba a la ligera y se fomentaba la independencia. En la década de 1830, los canadienses y los estadounidenses se aventuraban hacia el oeste para asegurarse un nuevo suministro de pieles. Empresas como la NWC y la HBC proporcionaron oportunidades de empleo para los métis. A fines del siglo XIX, muchas compañías consideraban que los métis eran indios en su identidad. Como resultado, muchos métis abandonaron las empresas para dedicarse al trabajo independiente.

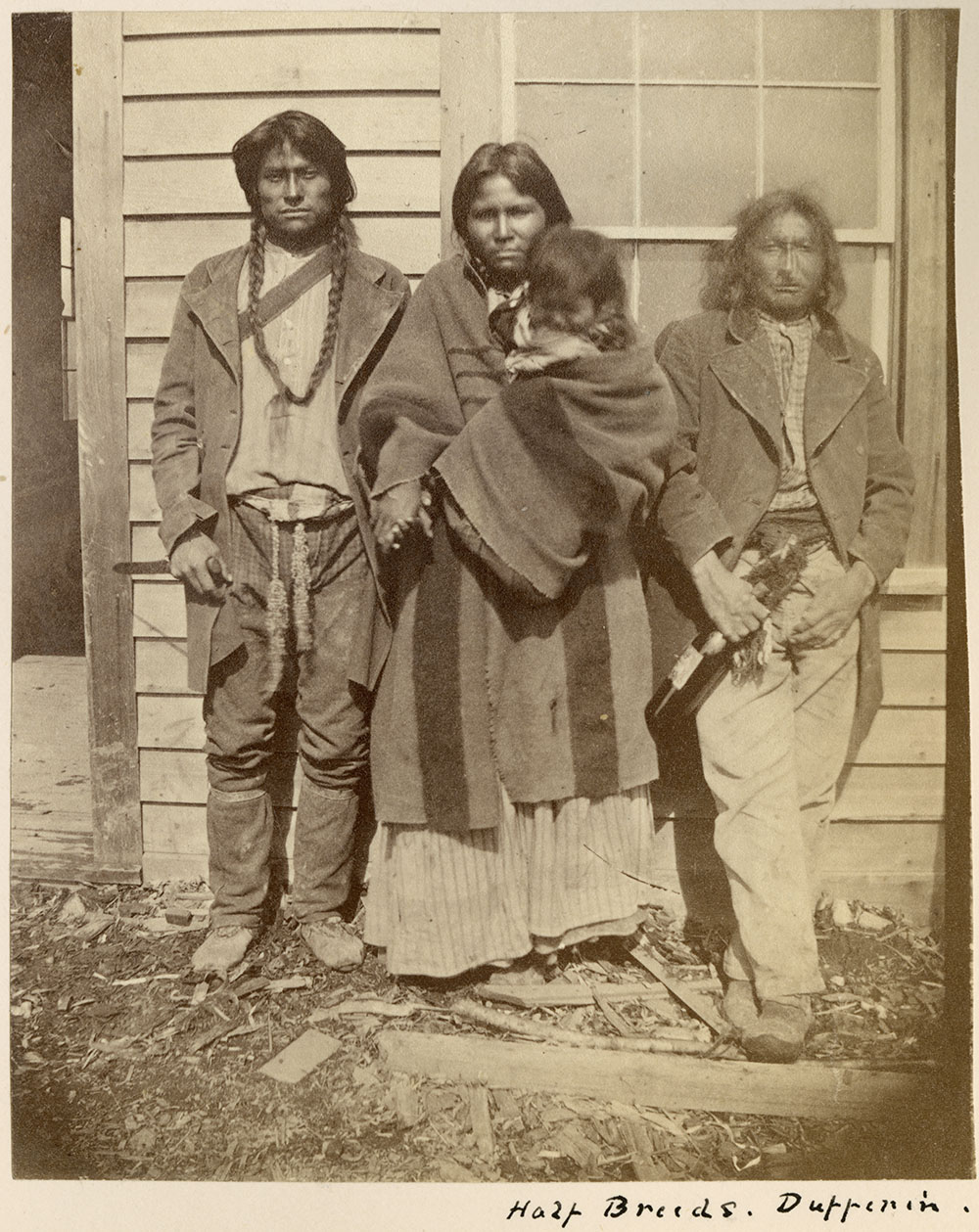
Grupo de métis en Manitoba

Después de 1815, la demanda de túnicas de bisonte comenzó a aumentar gradualmente, aunque el castor seguía siendo el artículo comercial principal. La década de 1840 vio un aumento en el comercio de bisontes a medida que el comercio de castores comenzó a disminuir. Muchos métis se adaptaron a esta nueva oportunidad económica. Este cambio de artículo comercial hizo más difícil para ellos operar dentro de compañías como la HBC, pero esto los hizo ser aliados bienvenidos de los estadounidenses que querían empujar a los británicos a la frontera entre Canadá y Estados Unidos. Aunque los métis inicialmente operarían en ambos lados de la frontera, en la década de 1850 se vieron obligados a elegir su identidad y establecerse al norte o al sur de la frontera. El período de la década de 1850 fue, por lo tanto, uno de migración para los métis, muchos de los cuales derivaron y establecieron nuevas comunidades o se instalaron en comunidades canadienses, estadounidenses o indias.
Un grupo de métis que se identificaron con los chippewa se mudó a Pembina en 1819 y luego al área del Río Rojo en 1820, que se encontraba cerca de St. François Xavier en Manitoba. En esta región establecerían varias comunidades prominentes de comercio de pieles. Estas comunidades tenían vínculos entre sí a través del NWC. Esta relación se remonta a entre 1804 y 1821 cuando los hombres métis habían servido como viajeros de bajo nivel, guías, intérpretes y contramaestres o capataces. De estas comunidades surgieron los cazadores de búfalos métis que operaban en el comercio de la ropa. Establecerían un sistema económico completo en torno al comercio de bisontes. Familias enteras de métis participaron en la producción de túnicas, que fue la fuerza motriz de la caza de invierno. Además, vendieron en los puestos de mercado de Pemmican.
A diferencia de los indios, los métis dependían del sistema de comercio de pieles y estaban sujetos al mercado. Los precios internacionales de las túnicas de bisonte influyeron directamente en el bienestar de las comunidades métis. Por el contrario, los indios locales tenían una base de recursos más diversa y eran menos dependientes de los estadounidenses y los europeos en este momento. En la década de 1850, el comercio de pieles se había expandido a través de las Grandes Llanuras, y el comercio de ropa de bisonte comenzó a disminuir. Los Métis tuvieron un papel en la despoblación del bisonte. Como los indios, los métis tenían preferencia por las vacas, lo que significaba que para los bisontes tenían problemas en mantener sus rebaños.

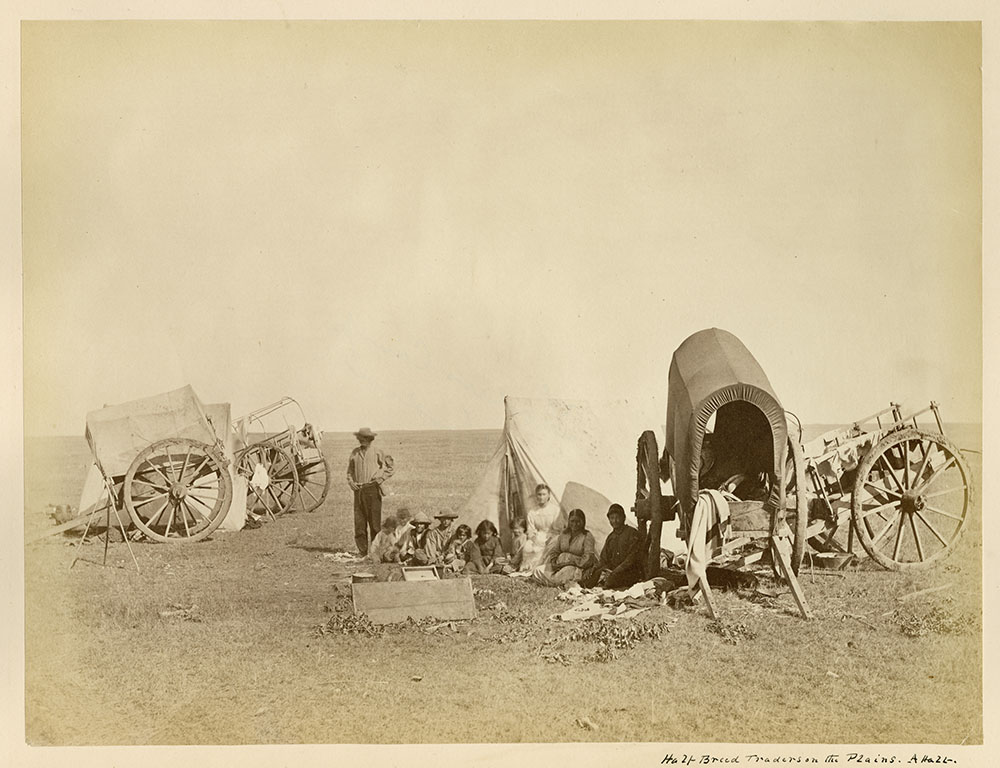
Carros de dos ruedas usados por os métis.

Además, las inundaciones, la sequía, las primeras heladas y el impacto ambiental del asentamiento plantearon nuevas amenazas para los rebaños. Los comerciantes, tramperos y cazadores dependían del bisonte para mantener su forma de vida. Los métis intentaron mantener su estilo de vida a través de una variedad de medios. Por ejemplo, a menudo usaban dos carros de dos ruedas fabricados con materiales locales, lo que significaba que eran más móviles que los indios y, por lo tanto, no dependían de seguir patrones de caza estacionales.
La década de 1870 puso fin a la presencia de bisontes en el área del río Rojo del Norte. Las comunidades métis de esta zona se vieron obligadas a mudarse a Canadá y Montana. Un área de reasentamiento fue «Judith Basin» en Montana, que tenía una población de bisontes que sobrevivía a principios de la década de 1880. Sin embargo, para fines de la década, los bisontes habían desaparecido y los cazadores métis se habían reubicado en tierras tribales. Querían participar en negociaciones de tratados en la década de 1880, pero tenían un estatus cuestionable con tribus como los chippewa. Muchos antiguos cazadores de bisontes métis intentaron obtener reclamos de tierras durante las negociaciones del tratado en 1879-1880. Fueron reducidos a estar en cuclillas en tierra india durante este tiempo y recolectando huesos de bisonte por $ 15-20 la tonelada para comprar provisiones para el invierno. El sistema de reserva no garantizaba que los métis estuvieran protegidos y aceptados como indios. Para complicar todavía más las cosas, los métis tenían un estatus cuestionable como ciudadanos y a menudo se los consideraba incompetentes para dar testimonios judiciales y se les negaba el derecho al voto. El final del comercio de ropas de bisonte fue el final del comercio de pieles para muchos métis. Esto significaba que tenían que restablecer su identidad y adaptarse a un nuevo mundo económico.

## sigloXXI
La captura y comercialización modernas de pieles en América del Norte forma parte de una industria mundial de pieles de más de $ 15 mil millones en la que las pieles de animales silvestres representan el 15 por ciento de la producción total de pieles. En 2008, la recesión global afectó especialmente a la industria peletera y a los tramperos, con precios de la piel muy bajos debido a una caída en la venta de los costosos abrigos de piel y sombreros. Tal caída en los precios de la piel refleja las tendencias de las recesiones económicas anteriores.
En 2013, el grupo de comunicaciones de la industria peletera de América del Norte (NAFIC, North American Fur Industry Communications), se estableció como un programa educativo público cooperativo para la industria peletera en Canadá y Estados Unidos, NAFIC difunde información a través de Internet bajo la marca "Truth About Fur".
Los miembros de NAFIC son: las casas de subastas American Legend Cooperative en Seattle, North American Fur Auctions en Toronto, y Fur Harvesters Auction en North Bay, Ontario; el American Mink Council, que representa a los productores de visón de los Estados Unidos; las asociaciones de ganaderos de visón de Canadá, Mink Breeders Association, y Fur Commission USA; las asociaciones comerciales Fur Council de Canadá, y Fur Information Council of America; el Fur Institute de Canadá, líder del programa de investigación y «pruebas de trampa» del país; Fur wRaps The Hill, el brazo político y legislativo de la industria peletera norteamericana; y la International Fur Federation, con sede en Londres, Reino Unido.